# Römerberg (Frankfurt am Main)
Der Römerberg ist der Rathausplatz von Frankfurt am Main und seit dem Hochmittelalter das Zentrum der Altstadt. Der Name rührt her vom Haus zum Römer, kurz Römer genannt, das seit dem 15. Jahrhundert als Rathaus dient. Der Platz war und ist seither Ort bedeutender Ereignisse, von den Frankfurter Messen, über die Kaiserkrönungen der frühen Neuzeit, bis zum Frankfurter Weihnachtsmarkt und zu großen gesellschaftlichen und politischen Kundgebungen.
Der östliche Teil des Römerbergs heißt auch Samstagsberg. Spätestens seit dem Wiederaufbau der historischen Fachwerkhäuser an der Ostseite des Platzes zu Beginn der 1980er Jahre ist der Römerberg ein beliebtes Ziel für Frankfurter und Touristen.

## Lage

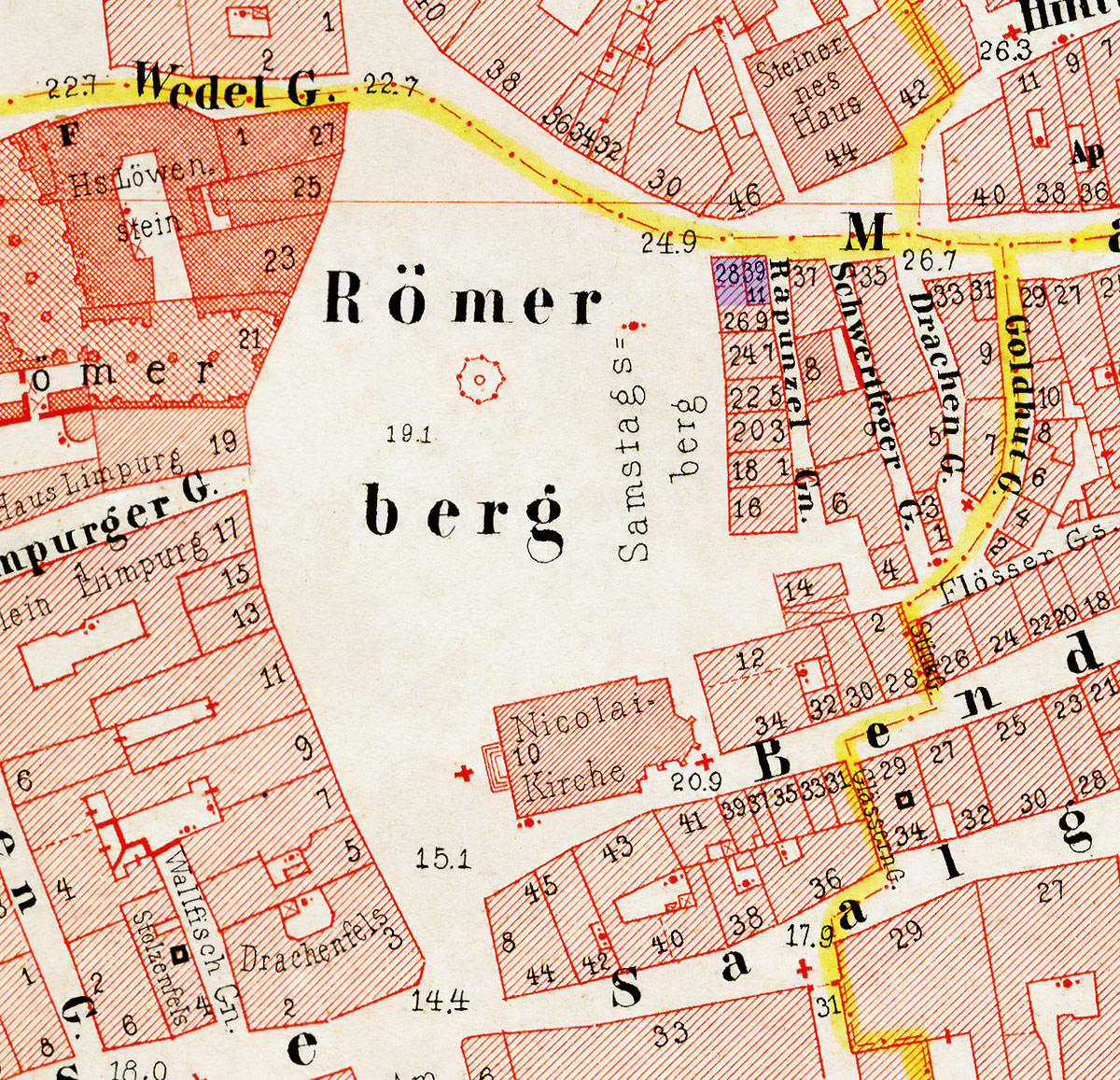
Lage und Lageplan des Römerbergs von 1862

Der Römerberg liegt etwa im Zentrum der Frankfurter Altstadt zwischen der sogenannten Dominsel im Osten und dem Karmeliterhügel im Westen. Er erhebt sich an seinem höchsten Punkt, dem Samstagsberg, etwa vier Meter über die zwischen den benachbarten Anhebungen gelegenen Senken, die noch im frühen Mittelalter sumpfig oder von kleinen Wasserläufen durchzogen waren. Am Nordrand des Römerberges entlang der heutigen Braubachstraße verlief ursprünglich ein im Mittelalter verlandeter Mainarm, die sogenannte Braubach. Südlich des Römerberges fließt der früher viel breitere Main, dessen Nordufer im frühen Mittelalter etwa an der heutigen Saalgasse lag. Den Zugang vom Platz zum Main und dem bis in die Neuzeit dort befindlichen Hafengelände bildete bis ins 19. Jahrhundert das direkt an den staufischen Saalhof grenzende Fahrtor, das trotz seines Namens nichts mit der östlich des Doms von der Alten Brücke zur Zeil führenden Fahrgasse zu tun hatte, die zusammen mit der Großen Friedberger und der Alten Gasse die wichtigste Nord-Süd-Achse der Altstadt bildete.
Vom Römerberg nach Norden führt die Neue Kräme als eine der Hauptgeschäftsstraßen zum Liebfrauenberg, dem zweiten großen Platz der mittelalterlichen Altstadt. Durch das Fehlen des nach 1945 nicht wieder aufgebauten Baublocks, in dem sich auch die alte Frankfurter Börse befand, grenzt der Römerberg heute direkt an den auf mehr als das Doppelte vergrößerten Paulsplatz.
Während der Römerberg im Westen von einer fast geschlossenen Blockrandbebauung eingesäumt ist, beherrscht von den fünf Giebeln des Rathauses, unterbrochen nur von der schmalen Limpurger Gasse, mündeten bis zur Zerstörung bei den Luftangriffen auf Frankfurt am Main aus dem mittelalterlichen Altstadtkern gleich mehrere Gassen von Osten her auf den Römerberg. Am nördlichsten der Markt benannte Straßenzug, der hinüber zum Dom führt und im Rahmen des Dom-Römer-Projektes als Straßenzug rekonstruiert wurde. Er wird wegen seiner Rolle im Rahmen der Kaiserkrönungen heute auch gern als Krönungsweg bezeichnet. Südlich der Nikolaikirche mündete die Bendergasse, die heute etwas weiter nördlich zwischen der Schirn Kunsthalle Frankfurt und dem inzwischen über den mittelalterlichen Ausgrabungen der karolingischen Kaiserpfalz errichteten Stadthaus zur Südseite des Doms führt. Eine ganze Reihe winziger Gässchen führte südlich der wieder aufgebauten Ostzeile ins Altstadtgewirr, so das Schwertfegergäßchen oder die schmale Flößergasse, die vom Haus zum Schwarzen Stern zum kleinen Fünffingerplätzchen führte. Den südlichen Rand des Römerberges bildet der aus der Saalgasse in östlicher Richtung und der Alten Mainzer Gasse in westlicher Richtung bestehende Straßenzug.

## Gebäude

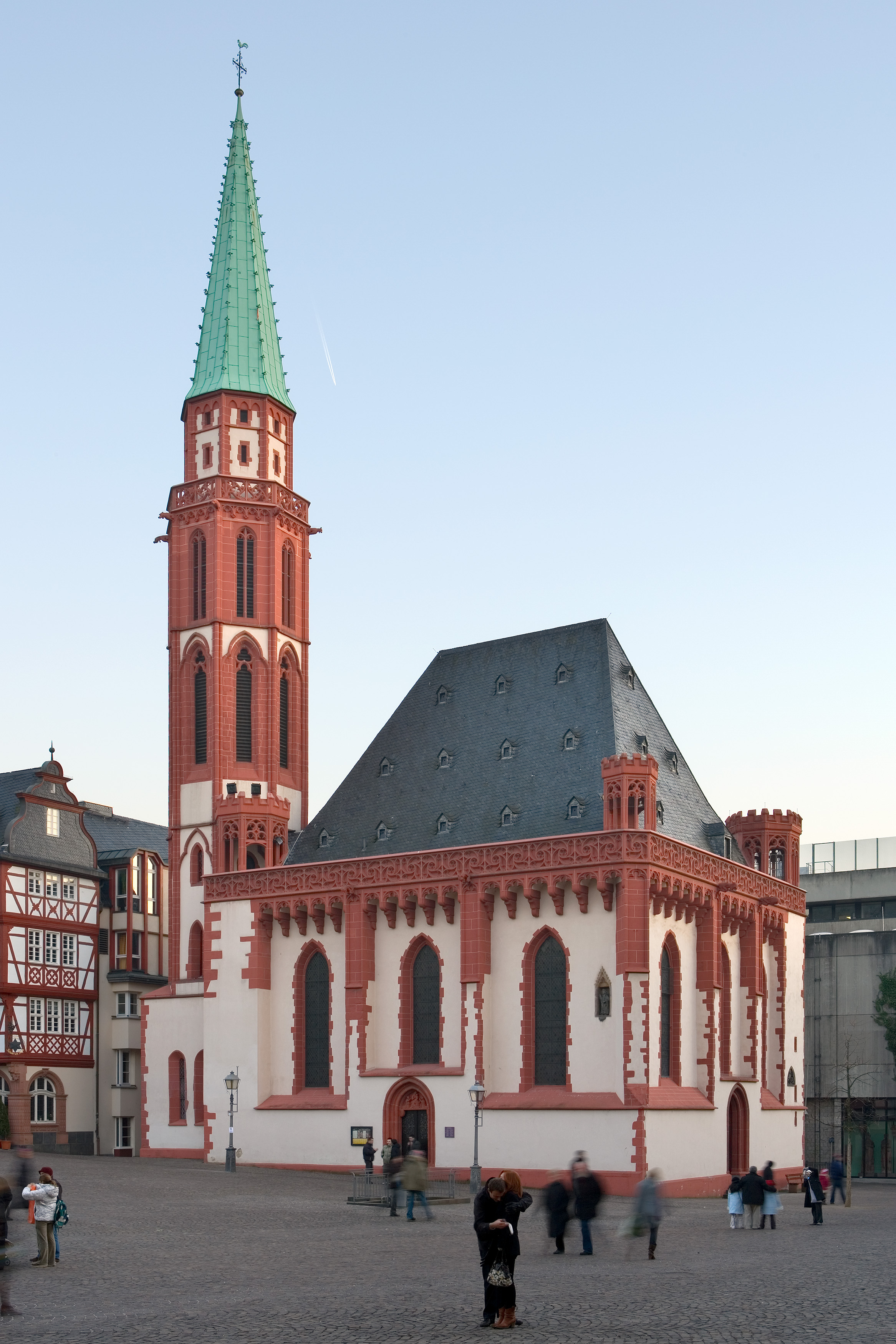
Alte Nikolaikirche

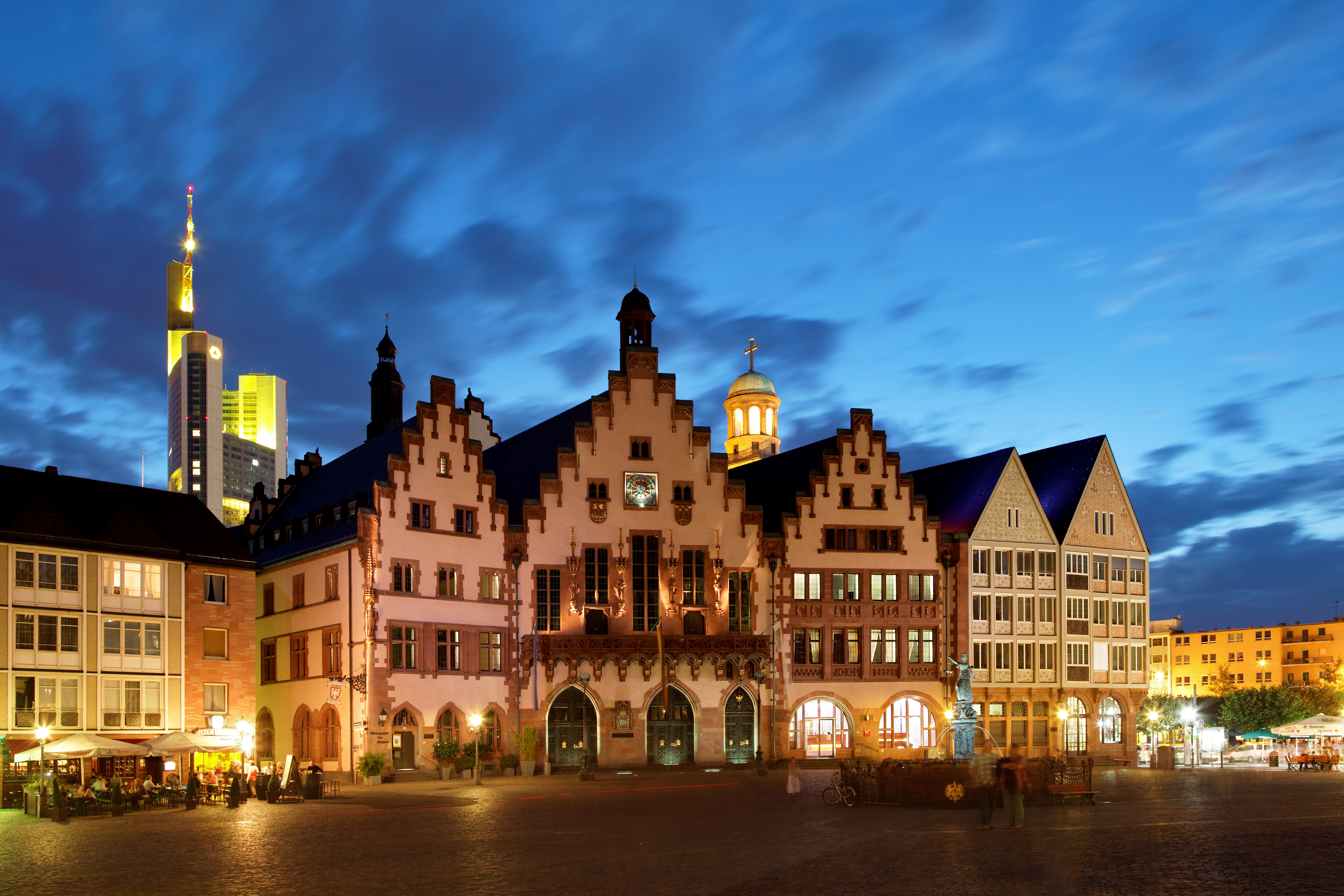
Die Westseite mit dem Römer und den Häusern Frauenstein und Salzhaus sowie dem Gerechtigkeitsbrunnen abends

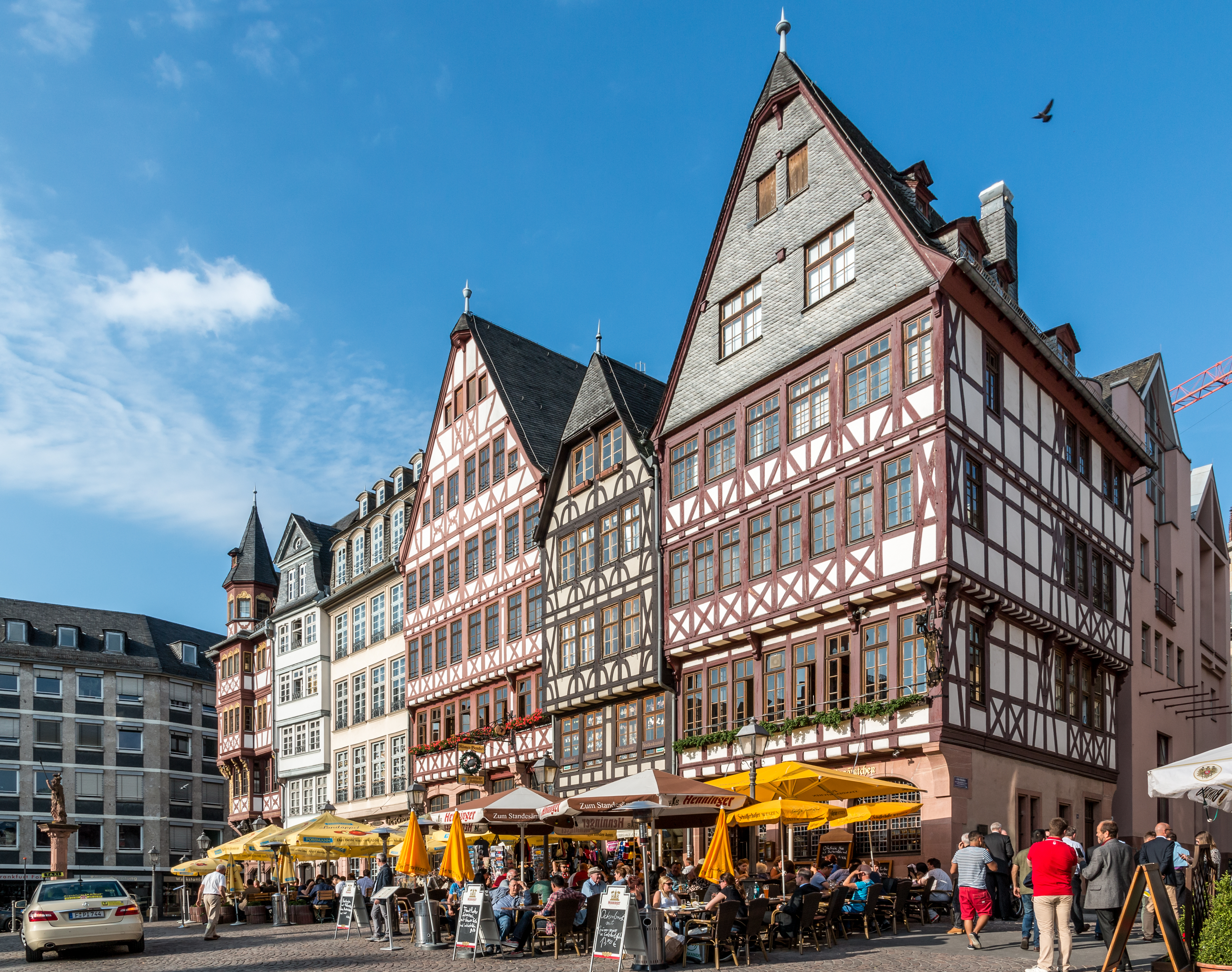
Samstagsberg (Ostzeile), Rekonstruktion aus den 1980er Jahren

Die historische Bebauung des Römerbergs aus teils gotischen, teils barocken Häusern wurde 1944 bei den Luftangriffen auf Frankfurt weitgehend zerstört. Das heutige Platzbild ist das Ergebnis von äußerlich originalgetreuen Rekonstruktionen und Neubauten der 1950er und 1980er Jahre.
Auf der Westseite des Platzes steht das historische Rathaus und Wahrzeichen Frankfurts, der Römer. Das 1322 erstmals erwähnte Haus zum Römer ist das mittlere der drei Häuser mit dem charakteristischen gotischen Staffelgiebel; das südliche heißt Alt-Limpurg (ehemals Haus Laderam im Besitz der Hartrad mit der Francofurtia, der „weiblichen Verkörperung“ der Stadt), das nördliche Haus Löwenstein. Nach Norden hin schließen sich zum Paulsplatz hin die beiden Häuser Frauenstein und Salzhaus an. Die Häuser südlich der Limpurger Gasse sind Neubauten aus den 1950er Jahren anstelle der im Krieg zerstörten Häuser Lichtenstein, Strahlenberg, Drachenfels und Schönstein.
Die Südseite des Platzes dominiert die frühgotische Alte Nikolaikirche. Der ebenfalls an der Südseite am Eingang der Saalgasse gelegene Neubau des Historischen Museums wurde im Oktober 2017 eröffnet.
Die Häuserzeile auf der Ostseite des Platzes, dem Samstagsberg, ist eine 1981 bis 1984 errichtete Rekonstruktion der historischen Vorbilder, zu der man sich nach langer Diskussion entschließen konnte. Die Namen dieser Gebäude sind von Norden nach Süden: Großer und Kleiner Engel, Goldener Greif, Wilder Mann, Kleiner Dachsberg, Großer Laubenberg, Kleiner Laubenberg, Schwarzer Stern. Eine aus den 1950er Jahren stammende Bebauung im schlichten Stil der Wiederaufbau-Zeit war bereits 1969 im Rahmen des U-Bahn-Baus wieder abgerissen worden.
Die ursprünglich an der Nordseite des Römerberges gelegenen Häuser Kranich, Peterweil, Goldenes Rad, Weiße Taube und Englischer Castorhut waren 1904 bis 1906 für den Durchbruch der Braubachstraße abgerissen worden, ebenso wie das östlich davon bereits am Markt gelegene Haus Goldenes Schaf. An Stelle dieser sechs teils gotischen, teils barocken Häuser entstanden vier Neubauten im Stil der Neugotik, Neorenaissance und des Neobarock. Das Eckhaus Römerberg 36 und das danebengelegene Haus Römerberg 34 übernahmen die alten Namen Kranich und Goldenes Rad. Das Haus Römerberg 30 erhielt den neuen Namen Zu den zwölf Himmelszeichen. Die heutigen Häuser entstanden beim Wiederaufbau 1952.
Auf dem Platz steht seit 1543 der Gerechtigkeitsbrunnen.

## Geschichte

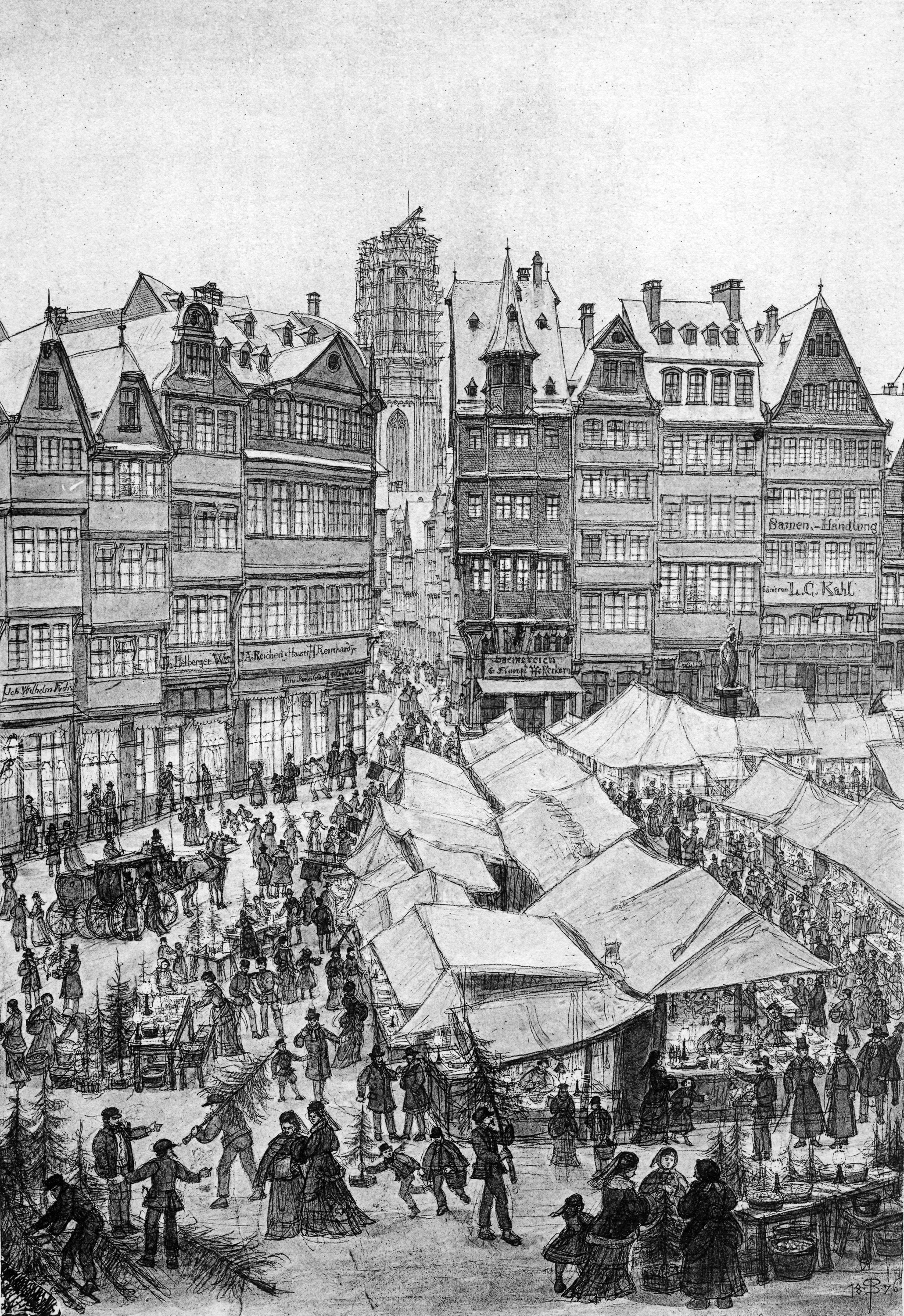
Weihnachtsmarkt auf dem Römerberg 1876

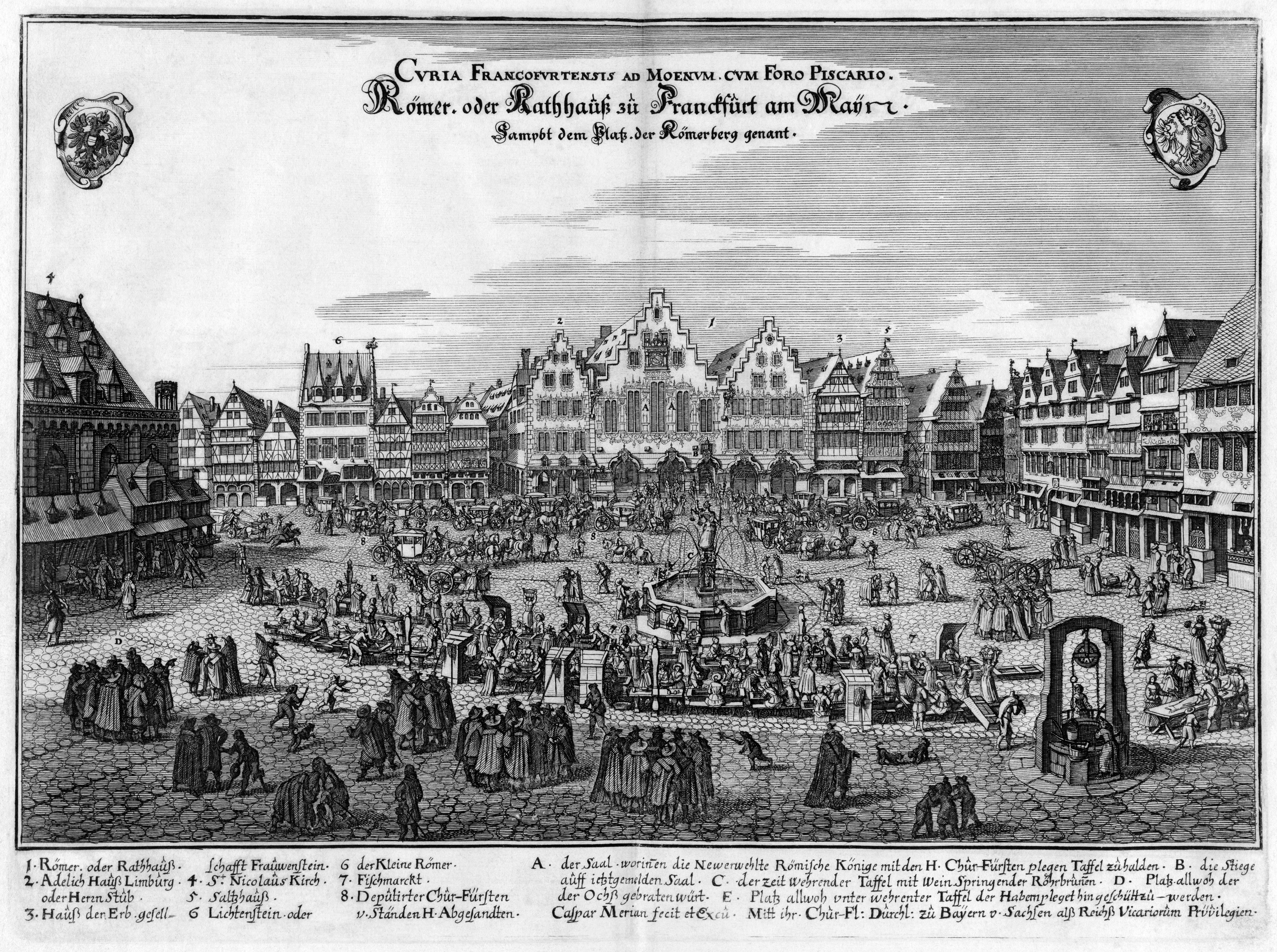
Der Römerberg auf einem Kupferstich von Caspar Merian, 1658.

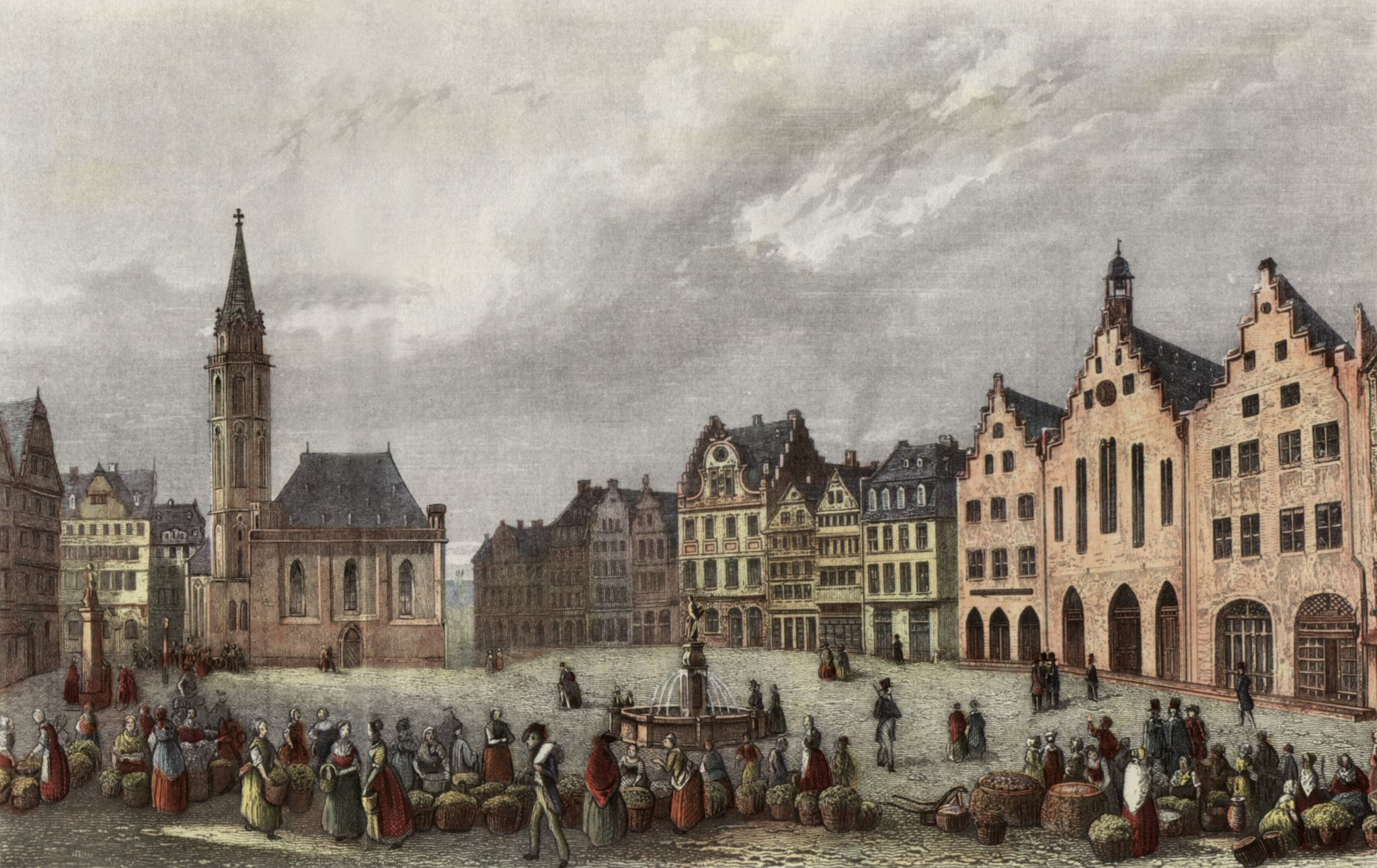
Römerberg mit Nikolaikirche und Rathaus Römer, Stahlstich um 1840

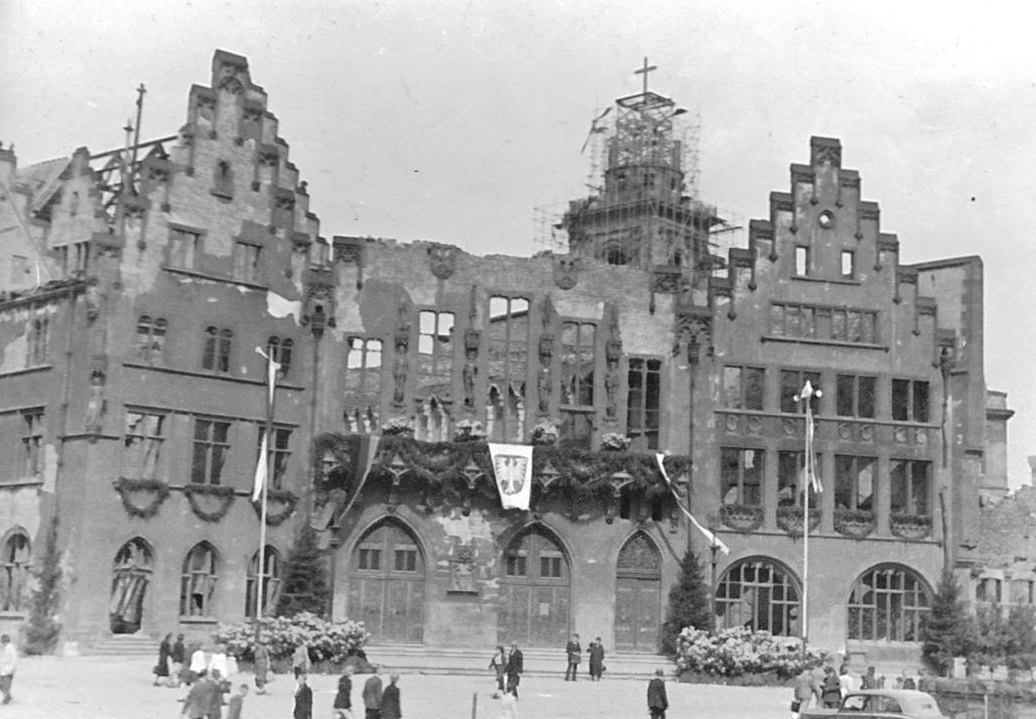
Der zerstörte Römer 1947

Archäologische Funde zeigen, dass der Samstagsberg bereits in der Karolingerzeit von einer Mauer umgeben war, deren Südrand etwa entlang der Bendergasse und der ehemaligen Goldhutgasse zum Markt verlief. Die Mauer schützte eine kleine Siedlung, die sich vermutlich westlich der Königspfalz Frankfurt bis zu der sumpfigen Niederung am heutigen Westrand des Römerberges hinzog. Im Norden der Siedlung floss damals noch die Braubach, ein Nebenarm des Mains.
Die karolingische Pfalz verlor im 11. Jahrhundert an Bedeutung. Während sie den karolingischen und ottonischen Königen häufig als zeitweise Residenz gedient hatte, sind für die Zeit zwischen 1027 und 1140 nur drei Herrscherbesuche urkundlich bezeugt. Erst 1140 berief der staufische König Konrad III. einen Reichstag nach Frankfurt, dem bis 1152 sechs weitere Besuche folgten. 1147 brach er nach einer Predigt des Bernhard von Clairvaux von hier aus zum Zweiten Kreuzzug ins Heilige Land auf.
In der zweiten Hälfte des 12. Jahrhunderts entstand der Saalhof, eine staufische Königsburg, etwa 200 Meter südwestlich der karolingischen Pfalz am Mainufer. Zur Burg gehörte auch eine kleine Kapelle für den Hofstaat und die Burgmannschaft, der Vorgängerbau der Alten Nikolaikirche, weil die Salvatorkirche zu dieser Zeit bereits baufällig geworden war. In dieser Zeit diente der nördlich der Burg gelegene Platz bereits als öffentliche Versammlungsstätte des kaiserlichen Hofstaates und der Reichstage. Auf dem Platz fanden Turniere statt und es wurde unter freiem Himmel Gericht gehalten.
1942 entdeckte man beim Bau eines Löschwasserteiches auf dem Römerberg ein riesiges ringförmiges Fundament mit einer Mauerstärke von 6,20 Metern und einem Durchmesser von 21,75 Meter. Es gehörte zum Bergfried des Saalhofes, der zwar seine geplante Höhe von 45 Meter nie erreichte, aber um 1240 der höchste Turm Deutschlands gewesen sein soll. Heute erinnert ein in die Pflasterung des Römerbergs eingelassener Steinring an den staufischen Wehrturm.
Um das Jahr 1200 entstanden die ersten Häuser an der Ostseite des Platzes, die Häuser an den übrigen Seiten erst einige Jahrzehnte später. Der Platz markierte nun die Grenze zwischen der vorwiegend von Handwerkern bewohnten Oberstadt im Osten und der Unterstadt und hieß zunächst nur Berg oder Auf dem Berg. Der Name Samstagsberg für den hochgelegenen östlichen Teil des Platzes, ein Hinweis auf den hier stattfindenden Wochenmarkt, ist bereits um 1350 in der Topographie des Baldemar von Petterweil belegt. Das über 150 Jahre entstandene Netz der Straßen und Plätze in der Altstadt blieb nun für über 500 Jahre bis zu den Straßendurchbrüchen am Ende des 19. Jahrhunderts weitgehend unverändert.

## Bedeutung

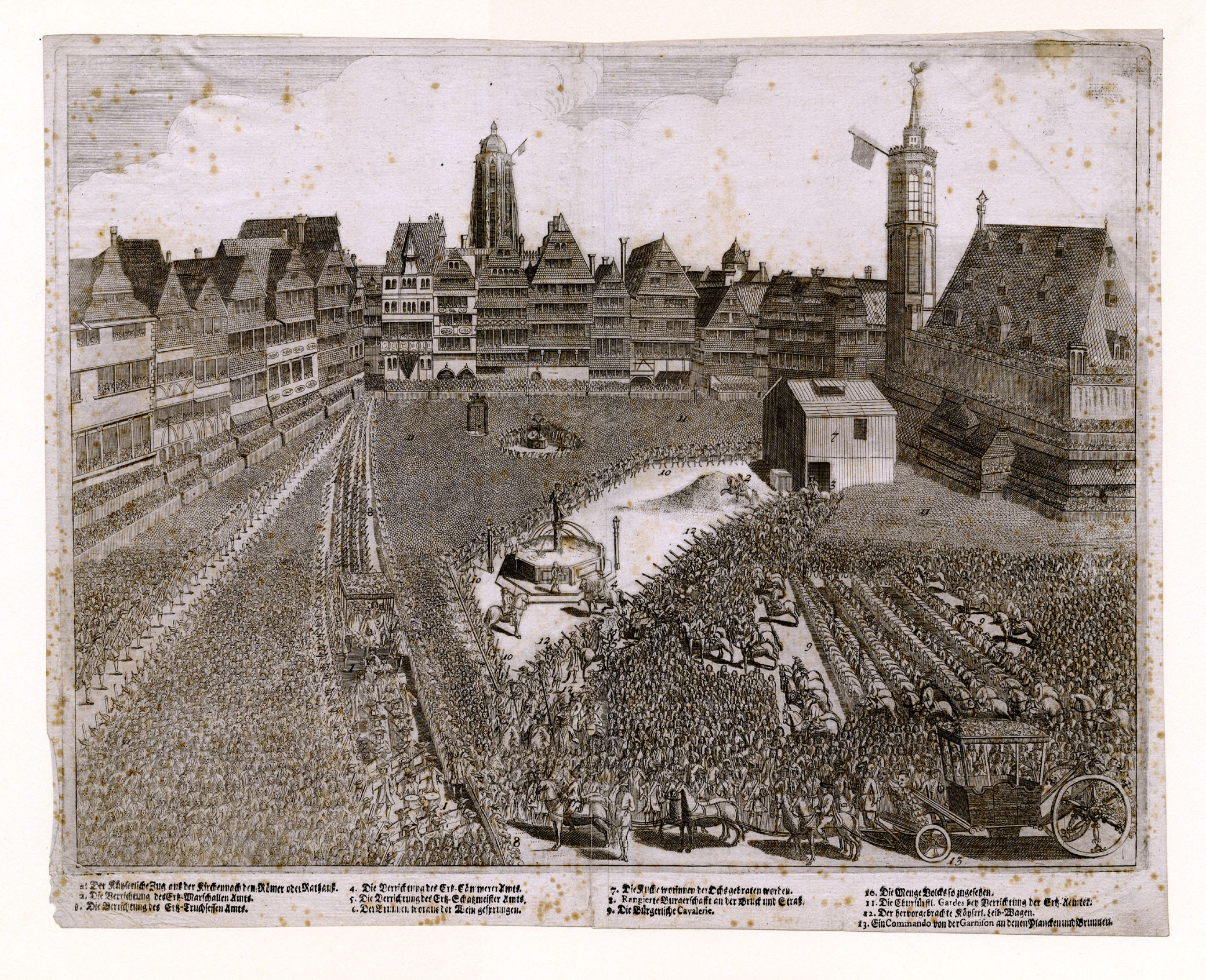
Verrichtung der Erzämter anlässlich der Kaiserkrönung Karls VI. am 22. Dezember 1711, Kupferstich

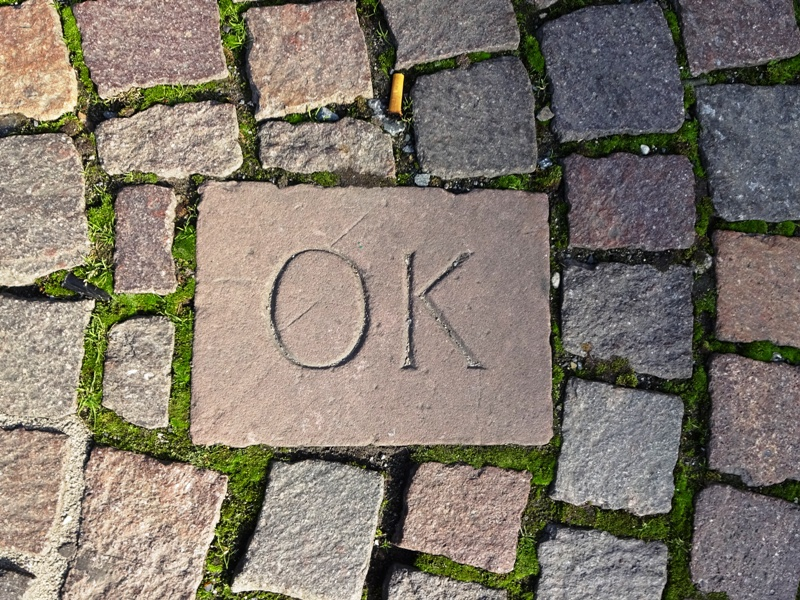
Markierungsstein für die Ochsenküche auf dem Frankfurter Römerberg.

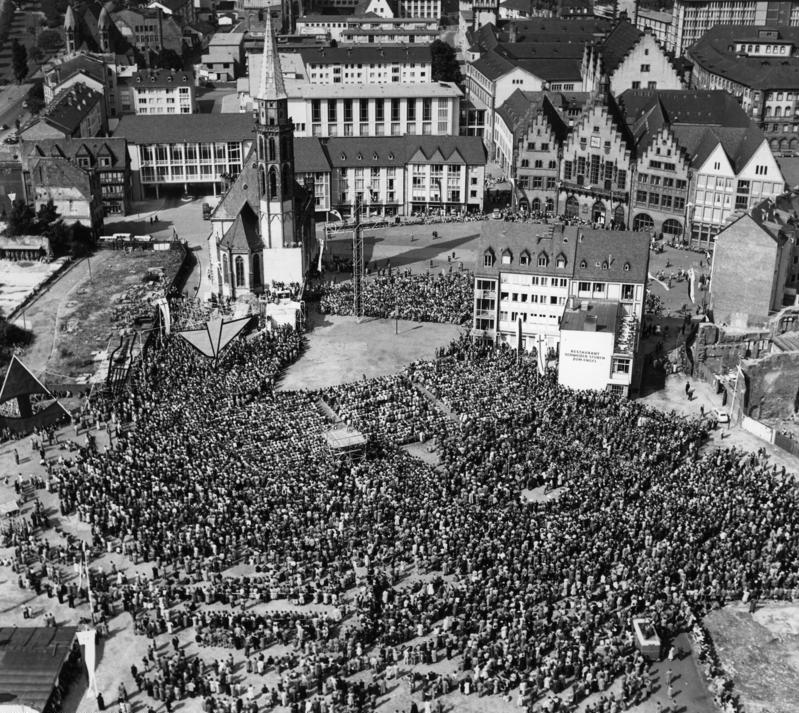
Eröffnungsgottesdienst des 7. Ev. Kirchentages 1956, Blick vom Dom auf den Römerberg

Seit dem Mittelalter ist der Platz die Bühne wichtiger Veranstaltungen. Bei insgesamt 10 Kaiserkrönungen zwischen 1562 und 1792 fand auf dem Platz ein großes Volksfest statt, während der neue Kaiser im Kaisersaal des Römers beim Krönungsmahl saß. Auf dem Platz war bei diesen Gelegenheiten eine Ochsenküche aufgebaut. Goethe beschreibt in Dichtung und Wahrheit die Krönungsfeier Kaiser Josephs II. (1764), die drittletzte vor Ende des Reichs. Für die Eigentümer der Häuser am Römerberg waren die Kaiserkrönungen den erhaltenen Abrechnungen zufolge äußerst lukrativ. Bei der Krönung Leopolds II. am 9. Oktober 1790 vermietete der Besitzer des Hauses Schwarzer Stern seine zahlreichen Fenster an Schaulustige, wobei er sogar noch einige zusätzliche Luken in das Dach brechen ließ. Insgesamt nahm er damit 2211 Gulden ein. Der Leinwandhändler Scheidler erhielt sogar über 6000 Gulden für die Vermietung der Fenster und der Tribüne vor seinem Haus Schieferstein (heute Goldener Greif).
Wirtschaftlich noch bedeutender als die aufwendigen, aber seltenen Kaiserkrönungen waren die Frankfurter Messen. Neben der seit 1240 bezeugten Herbstmesse von Mitte August bis Anfang September gab es seit 1330 auch eine Frühjahrsmesse in der Fastenzeit. Die Messen dauerten jeweils 14 Tage und zogen Tausende von Kaufleuten aus dem Reich und ganz Europa an, dazu zahllose Fuhrleute und bewaffneten Geleitschutz, denn die Messen standen unter dem Schutz des Kaisers. Während die Frankfurter Bürger ihre Wohnräume an die Gäste vermieteten, dienten ihre Ladengeschäfte und Kellergewölbe als Messehallen. Viele Kaufleute wohnten auch in den nahe am Römerberg gelegenen Messenhöfen, zum Beispiel dem Nürnberger Hof und dem Goldenen Lämmchen. Die Römerhallen dienten als exklusiver Handelsplatz der Gold- und Silberschmiede und der Diamantenhändler. Auf dem Platz selbst entstanden zahlreiche Verkaufsstände, in denen Groß- und Einzelhändler mit ihren Waren handelten.
Neben den Messen gab es ab 1393 noch den Frankfurter Weihnachtsmarkt, damit die Bürger sich mit dem nötigen Bedarf eindecken konnten, bevor die strengste Zeit des Winters begann. Anders als bei den Messen durften auf dem Weihnachtsmarkt keine auswärtigen Kaufleute ihre Waren feilbieten. Nur Frankfurter Bürger konnten einen Stand aufschlagen.
Mit dem Ende des Heiligen Römischen Reiches verlor der Römerberg seine Rolle als Schauplatz glanzvoller Feste und lebhaften Handels. Die Frankfurter Messen waren zu bloßen Jahrmärkten geworden, die lediglich noch dem Einzelhandel dienten. Wohlhabende Bürger zogen im 19. Jahrhundert aus der Altstadt in die neuen Wohngebiete entlang der Wallanlagen und in die neu entstehenden Vorstädte im Westend und Nordend. Das Stadtzentrum verlagerte sich in die Neustadt. Mit seinen zahlreichen klassizistischen Neubauten galt Frankfurt als eine der schönsten Städte Deutschlands, während die mittelalterlich wirkende Altstadt als rückständig und veraltet angesehen wurde. Eduard Beurmann schrieb 1835 in seinen Frankfurter Bildern:

„Die Häuser daselbst, so schwarz eingeräuchert sie sind, so finster sie auf die Gasse herniederschauen, so gebückten Hauptes sie sich zueinander neigen, dass kaum ein Sonnenstrahl zwischen ihre Reihen fallen kann, gleichen mir alten Greisengestalten, die viel mitgemacht, die uns aus längst verflossenen Zeiten berichten können, (…). Die dem Römer-, Samstagsberg und Markt sich anschließenden Gassen treten uns also entgegen, sie bilden den ältesten Theil des alten Frankfurts. Der Römer, die Häuser Limburg und Frauenstein, das steinerne Haus, der Saalhof, die Bartholomäuskirche ragen als die Häuptlinge unter jenen Gebäuden hervor, und blicken düster, und Nachts sogar unheimlich, zu Einem herab. Sie sind aus einer Zeit, die längst im Grabe ruht, zu uns herübergeschritten; wie der ewige Jude blicken sie auf die lebende Zeit herab, und scheinen sich nicht hineinfinden zu können.“

Der Maler Carl Theodor Reiffenstein und der Photograph Carl Friedrich Mylius dokumentierten die malerischen und schönen Seiten des Römerberges, aber auch seinen allmählichen Verfall. Erst mit der Erneuerung des Gerechtigkeitsbrunnens 1887 und der Umgestaltung des Römers 1896 bis 1900 begann ein neuer Aufschwung des Platzes. 1904 bis 1906 wurden die alten Häuser an der Nordseite für den Durchbruch der Braubachstraße abgerissen und durch historisierende Neubauten ersetzt.
Im 20. Jahrhundert wurde der Römerberg wieder Schauplatz zahlreicher Großereignisse. Von 1932 bis 1939 wurden hier in jedem Sommer die international renommierten Römerberg-Festspiele abgehalten, bei denen in acht Jahren rund 350 Theateraufführungen unter freiem Himmel stattfanden.
Am 10. Mai 1933 fand am Römerberg die von der Deutschen Studentenschaft landesweit organisierte Bücherverbrennung statt. Daran erinnert heute eine am 10. Mai 2001 enthüllte bronzene Gedenktafel von Willi Schmidt zwischen alter Nikolaikirche und Gerechtigkeitsbrunnen mit dem Text „An dieser Stelle verbrannten am 10. Mai 1933 nationalsozialistische Studenten die Bücher von Schriftstellern Wissenschaftlern Publizisten und Philosophen. 2001“ und dem Zitat aus Heinrich Heines Almansor „Das war ein Vorspiel nur, dort wo man Bücher verbrennt, verbrennt man am Ende auch Menschen. Heinrich Heine 1820“. In stilisierten Büchern stehen die Namen von 52 verfolgten Autoren.
Beim ersten großen Luftangriff auf Frankfurt am 4. Oktober 1943 wurde vor allem der Römer schwer beschädigt. Am 22. März 1944 ging die gesamte Altstadt im Feuersturm unter. Am Römerberg und im gesamten Viertel zwischen Dom und Römer brannten alle Häuser aus, doch konnten sich viele Menschen retten. Die mittelalterlichen Gewölbekeller der meisten Gebäude hatten den Bomben standgehalten. Sie waren seit 1940 durch ein unterirdisches Netz miteinander verbunden worden und eröffneten über 800 Menschen einen Fluchtweg zum Notausstieg neben dem Löschwasserbecken am Gerechtigkeitsbrunnen.
1952 begann der Wiederaufbau der Gebäude um den Römerberg. Im Jahr 1968 musste die Frankfurter Dippemess vom Römerberg auf den Festplatz am Ratsweg umziehen, da die Fahrgeschäfte der Schausteller in der Altstadt keinen Platz mehr fanden. Am 25. Juni 1963 sprach der amerikanische Präsident Kennedy vor 150.000 Menschen. Er erinnerte an seinen Besuch als junger Abgeordneter des Kongresses 1948 im zerstörten Frankfurt und würdigte die Leistung der Bürger für den Wiederaufbau ihrer Stadt.
1956 und 1975 wurden die Eröffnungsgottesdienste des 7. und des 16. Evangelischen Kirchentages auf dem Römerberg abgehalten. Seit den 1970er Jahren fanden auf dem Römerberg auch Großdemonstrationen und Siegesfeiern erfolgreicher Auswahlmannschaften des Deutschen Fußball-Bundes statt, der seinen Sitz in Frankfurt hat. So feierte beispielsweise die Fußballnationalmannschaft der Männer ihre Erfolge bei der WM 1990, der EM 1996 und der WM 2002, die Fußballnationalmannschaft der Frauen ihre Siege bei den Weltmeisterschaften 2003 und 2007 sowie den Europameisterschaften 2009 und 2013. Am 4. März 2006 war der Römerberg Kulisse für die Stadtwette von Wetten, dass..?.

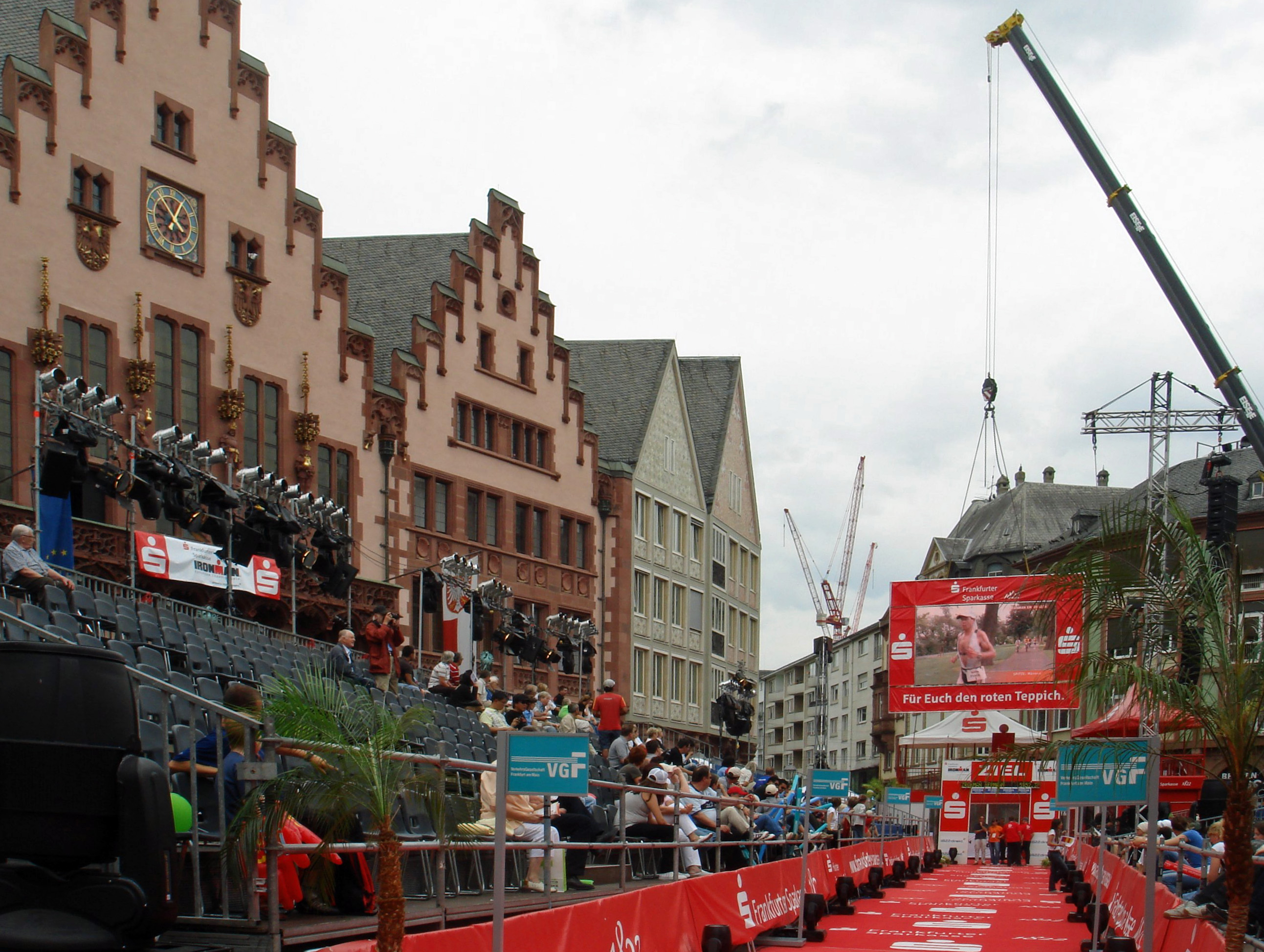
Ironman Germany – Zieleinlauf auf dem Römerberg (2007)

Während des Advents ist der Römerberg alljährlich Zentrum des Weihnachtsmarktes, der zu den größten und schönsten in Deutschland zählt.
Neben dem Pariser Platz in Berlin, dem Rathausmarkt in Hamburg und dem Marienplatz in München gehört der Römerberg zu den wichtigsten deutschen Stadtplätzen, als „gute Stube“ der Stadt und gelegentlich auch der ganzen Republik.
Seit 2002 findet mit dem Ironman Germany an wechselnden Terminen in den Sommermonaten Juni, Juli oder August eine der größten Triathlonveranstaltungen in Deutschland in und Frankfurt am Main statt. Der Zielbereich dieser Sportveranstaltung liegt auf dem Römerberg.

## Der Samstagsberg

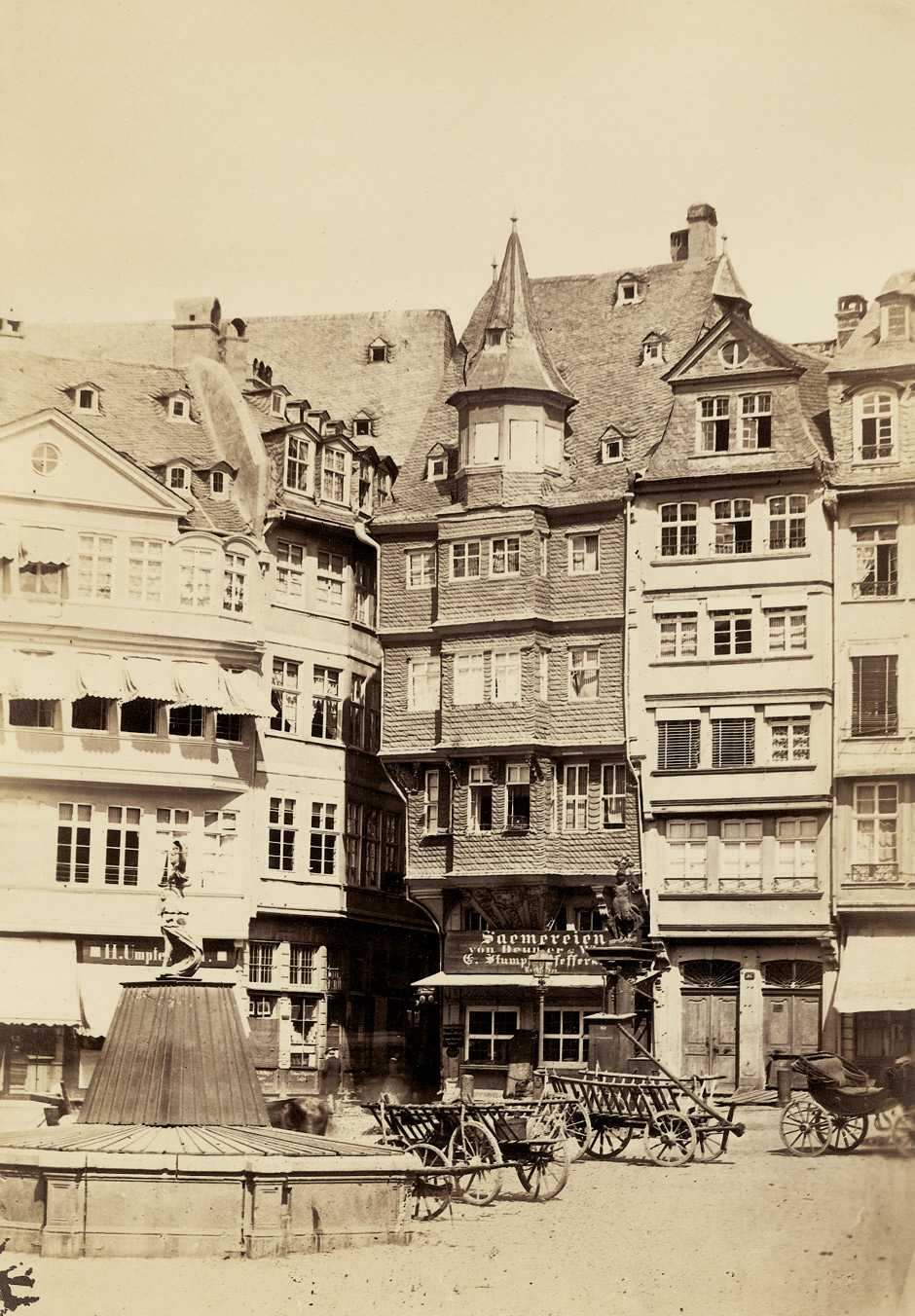
Großer Engel in der Mitte (1859)

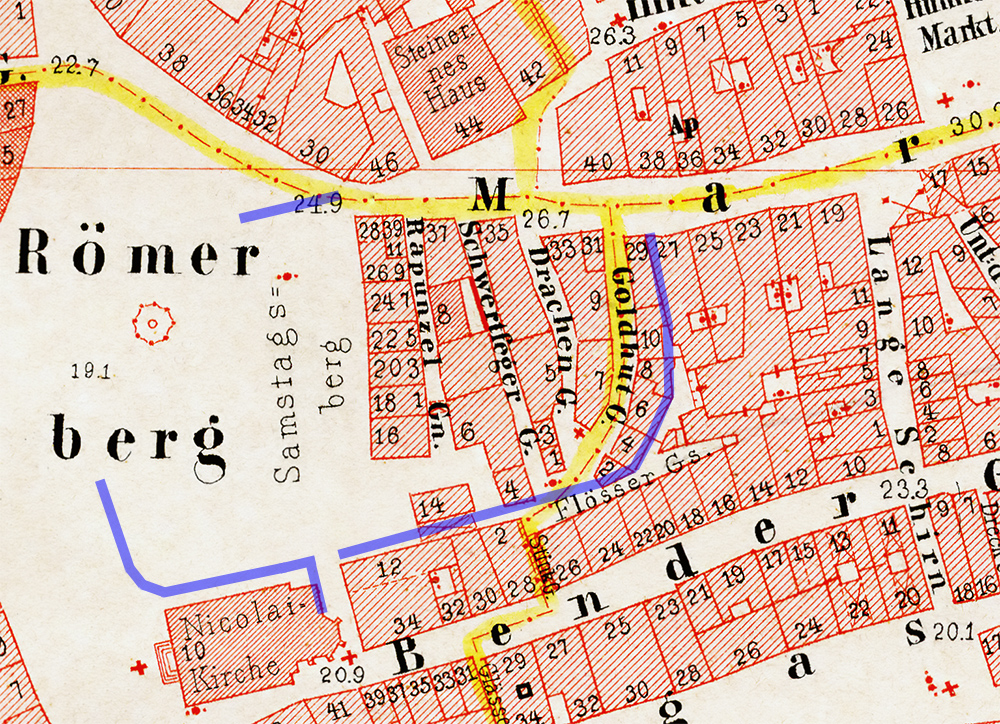
Verlauf der Mauer aus der Karolingerzeit

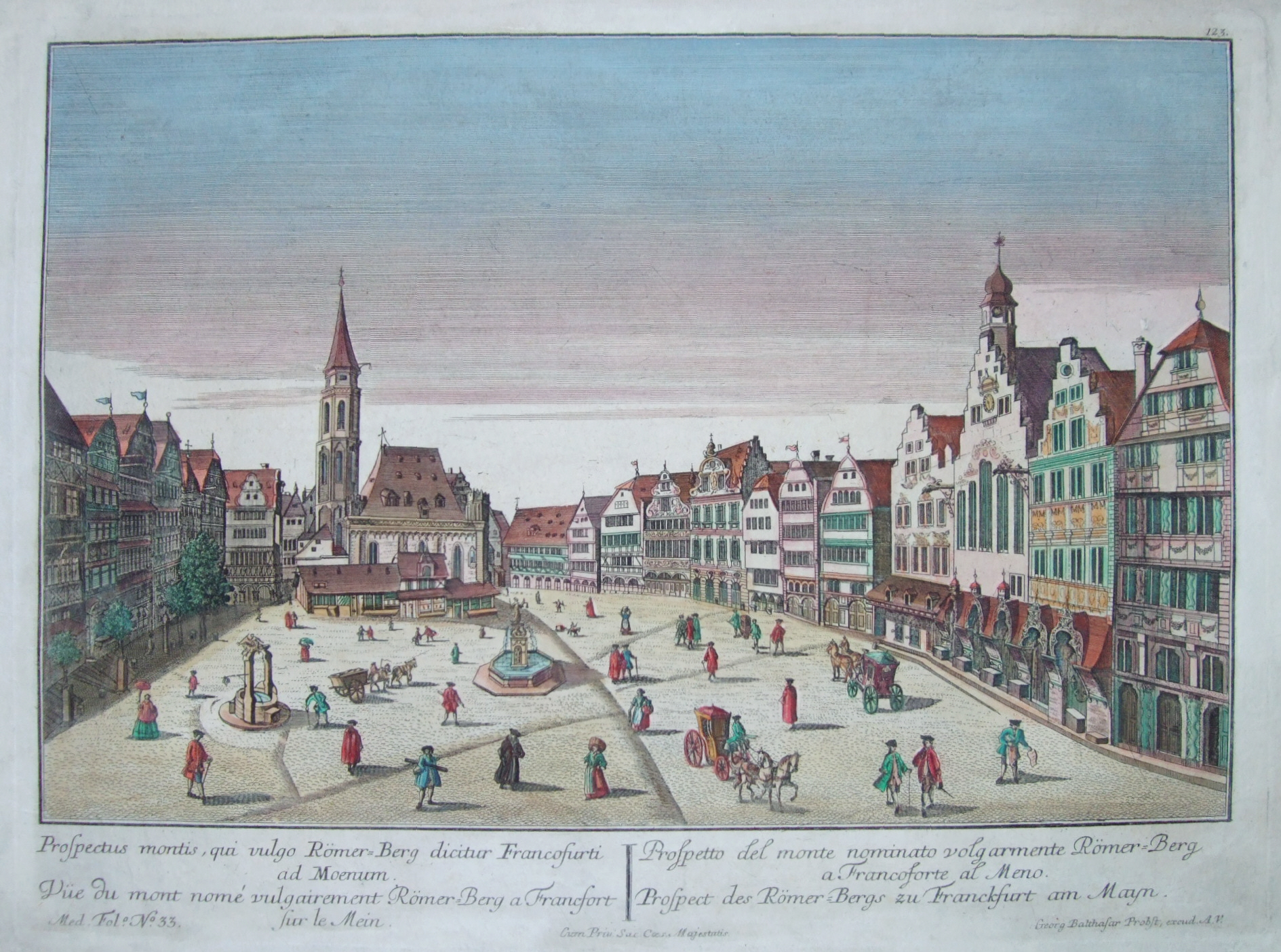
Abbildung des ursprünglichen Höhenunterschieds zwischen Samstagsberg und Römerberg

Der östliche Teil des Römerberges wird auch Samstagsberg genannt. Dieser Name rührt möglicherweise davon her, dass hier schon während der Karolingerzeit, als sich östlich des Platzes die Königspfalz Frankfurt befand, jeden Samstag unter freiem Himmel öffentlich Gericht gehalten wurde. Die Frankfurter Juden durften nur zur Messezeit den Römerberg betreten, sonst mussten sie über den Samstagsmarkt gehen. Bereits seit dem 13. Jahrhundert sind die heutigen Gebäudenamen und Standorte belegt.
Im Oktober 1454 hielt der Franziskaner Johannes Capistranus auf dem Samstagsberg von einem Gerüst herab eine Reihe von Bußpredigten, deren feurige Worte Reue und Einkehr bei den Bürgern der Stadt bewirkt haben sollen. Ein Fresko im Dom, das diese Szene zeigte, wurde im Zweiten Weltkrieg zerstört.
Später wurden auf dem Samstagsmarkt Wochenmärkte abgehalten. Ein Brunnen ist dort schon 1481 in einer Urkunde über das Haus „zum Ullner“ belegt. An dem Brunnen wurde an den Wochenmärkten eine rote Fahne mit dem weißen Adler als Zeichen des freien Marktes aufgesteckt. In neuerer Zeit stand auf der Pumpensäule eine Figur der Minerva, der Göttin der Weisheit. In alten Zeiten soll an diesem Minerva-Brunnen das gemeine Volk in der Nacht zum ersten Mai die Walpurgisnacht gefeiert haben, während der Rat der Stadt ein Gelage gegenüber im Römer veranstaltete. Der von Friedrich Schierholz geschaffene Brunnen wurde 1944 zerstört. Die Neuaufstellung erfolgte 1983 nach einer historisch getreuen Kopie.
Bis zur Zerstörung 1944 mündete am Samstagsberg zwischen den Häusern Kleiner Laubenberg und Schwarzer Stern die Flößergasse. Sie führte nur wenige Meter nach Osten zum Fünffingerplätzchen, einem der malerischsten Plätze in der Frankfurter Altstadt. Das am Eingang der Gasse gelegene Haus zum Fleischer (damalige Hausanschrift: Römerberg 14) war bereits 1873 wegen Baufälligkeit abgebrochen worden. Beim Luftangriff am 22. März 1944 brannten die Gebäude des Samstagsberges bis auf Teile der steinernen Erdgeschosse nieder.
Nach der Beseitigung der Trümmer begann 1952 der Wiederaufbau der Altstadt. An der Ostzeile entstanden zunächst zwei Gebäude im Stil der Moderne. Im Gegensatz zu den zerstörten Vorgängerbauten entschied man sich für eine traufständige Bauweise. Die weitere Bebauung des etwa 6000 Quadratmeter großen Gebietes zwischen Dom und Römer wurde zurückgestellt. Mehrere Architektenwettbewerbe blieben ohne Ergebnis, da keine klaren Vorstellungen über die künftige Nutzung bestanden. 1963 wurde ein weiterer, internationaler Dom-Römer-Wettbewerb ausgeschrieben. Der siegreiche Entwurf von Bartsch, Thürwächter und Weber sah als östlichen Abschluss des Römerberges das Ausstellungshaus Frankfurt und die Welt vor. Der Entwurf konnte jedoch nicht realisiert werden, vor allem wegen der kritischen Finanzlage der Stadt infolge der Rezession 1966–1968. 1970 mussten die beiden kaum 20 Jahre alten Häuser für den Bau der U-Bahn-Strecke B und des U-Bahnhofes Dom/Römer wieder abgerissen werden.
Die Betonstützen der beim U-Bahn-Bau errichteten zweigeschossigen Tiefgarage wurden etwa einen Meter über das Bodenniveau hinausgezogen, um später auf dieses Stützenraster das geplante Ausstellungshaus aufsetzen zu können. Dadurch entstand zwischen dem Römerberg und dem Archäologischen Garten westlich des Doms die sogenannte „Höckerzone“ aus Betonquadern. Der Weiterbau unterblieb jedoch, da es für die geplante Halle keinen wirklichen Bedarf gab und dementsprechend nur unklare Vorstellungen über ihre mögliche Nutzung. 1975 erwog Oberbürgermeister Arndt in einer Broschüre, die eigentlich der Erläuterung der Wettbewerbsergebnisse von 1963 diente, „die Front zum Römerberg in Anlehnung an historische Beispiele wieder zu bebauen.“ Damit begann eine öffentliche Diskussion, in der es sowohl Zustimmung aus der Bürgerschaft und der Stadtverordnetenversammlung als auch scharfe Kritik für den Wiederaufbau der Ostzeile gab. Eine 1976 eingerichtete Planungsgruppe des Magistrats sollte ausdrücklich zwei Varianten prüfen: den Bau der Wettbewerbsentwürfe von 1962/63 als auch Kriterien, „unter welchen technischen Bedingungen ein Wiederaufbau der im Krieg zerstörten Ostzeile am Römerberg möglich wäre“. Erst nach einem weiteren Architektenwettbewerb fiel 1980 die Entscheidung für den historischen Wiederaufbau, der von 1981 bis 1983 ausgeführt durch den Architekten Ernst Schirmacher erfolgte. Durch das Projekt Neue Frankfurter Altstadt wurden von 2012 bis 2019 viele weitere Altbauten östlich vom Römerberg rekonstruiert.
Beim Wiederaufbau waren schwierige technische Lösungen zu finden. Lediglich das Haus Großer und Kleiner Engel war aufgrund seiner architektonischen Bedeutung einigermaßen gut dokumentiert; bei den übrigen Bauten musste man sich hauptsächlich auf Zeichnungen, Fotos und Luftaufnahmen stützen. Senkungen und Verformungen des Holzfachwerks, teilweise auch deutliche Neigungen aus der Lotrichtung, wurden korrigiert, zuvor voneinander getrennte Innenräume zusammengelegt und unterschiedliche Geschosshöhen harmonisiert, um mehr Platz zu gewinnen. Hinter der rekonstruierten Ostzeile wurden zwei weitere, moderne Gebäudeblöcke errichtet mit Wohn- und Geschäftsräumen, aber auch zentralen technische Anlagen wie Treppenhäusern und Heizungen.
Von Bürgern und Besuchern wurden die Rekonstruktionen sehr gut angenommen, grundsätzliche Kritik am Wiederaufbau ist kaum noch zu vernehmen. Am häufigsten wird kritisiert, dass die Fassaden überwiegend nicht, wie es der Frankfurter Tradition und dem zerstörten Vorbild entspricht, verputzt oder verschiefert sind. Die heute sichtbaren Fachwerke der Häuser Kleiner Dachsberg/Schlüssel, Großer Laubenberg und Kleiner Laubenberg sind freie schöpferische Rekonstruktionen ohne historisches Vorbild. Dennoch ist die Häuserzeile heute eines der beliebtesten Fotomotive Frankfurts.
Die Modellbaufirma Faller hatte die Häuserzeile in den 1980er- und 1990er-Jahren in der Nenngröße H0 als Bausatzmodell im Sortiment.

### Historische Ansichten des Samstagsberges

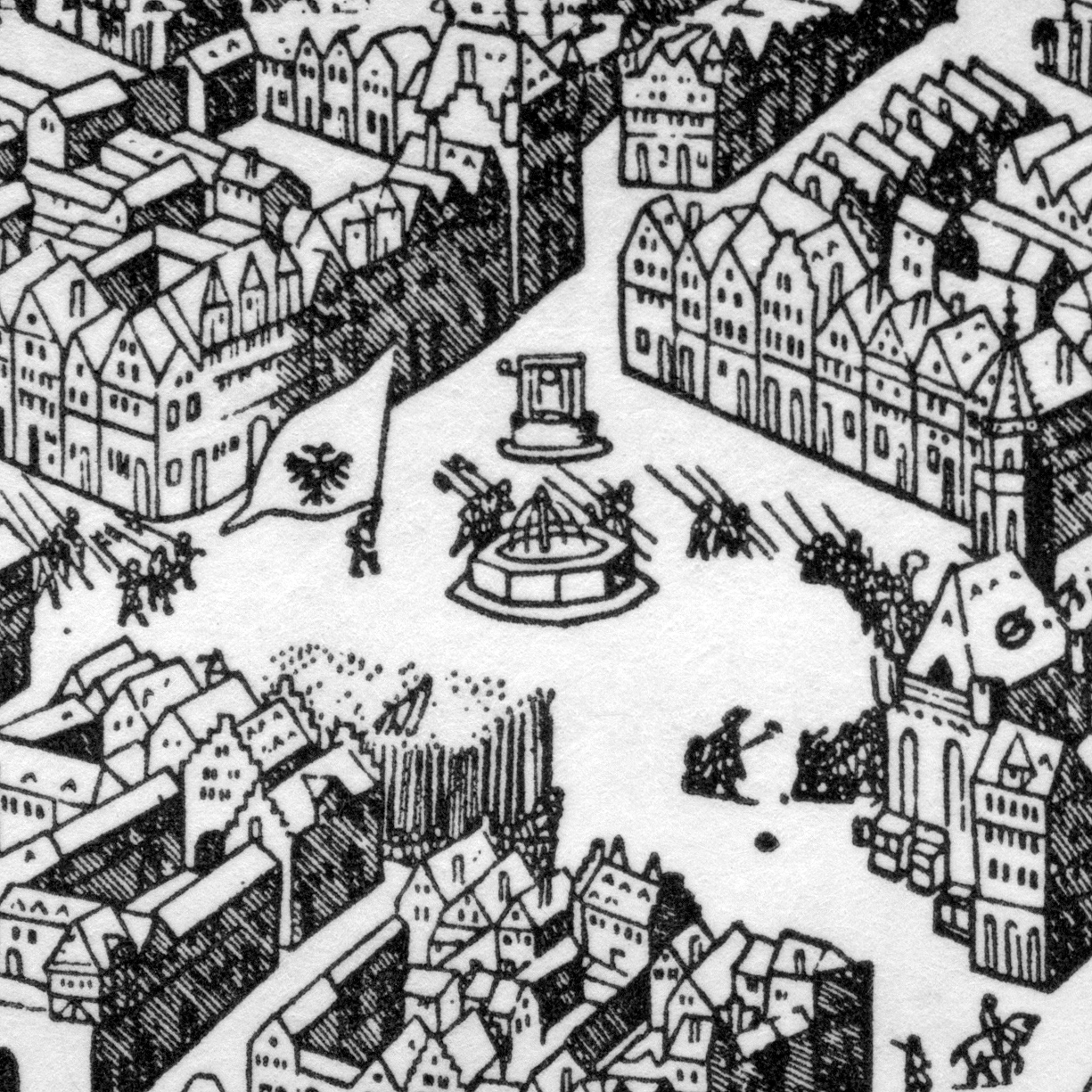
Nach dem Belagerungsplan (Faber, 1552)
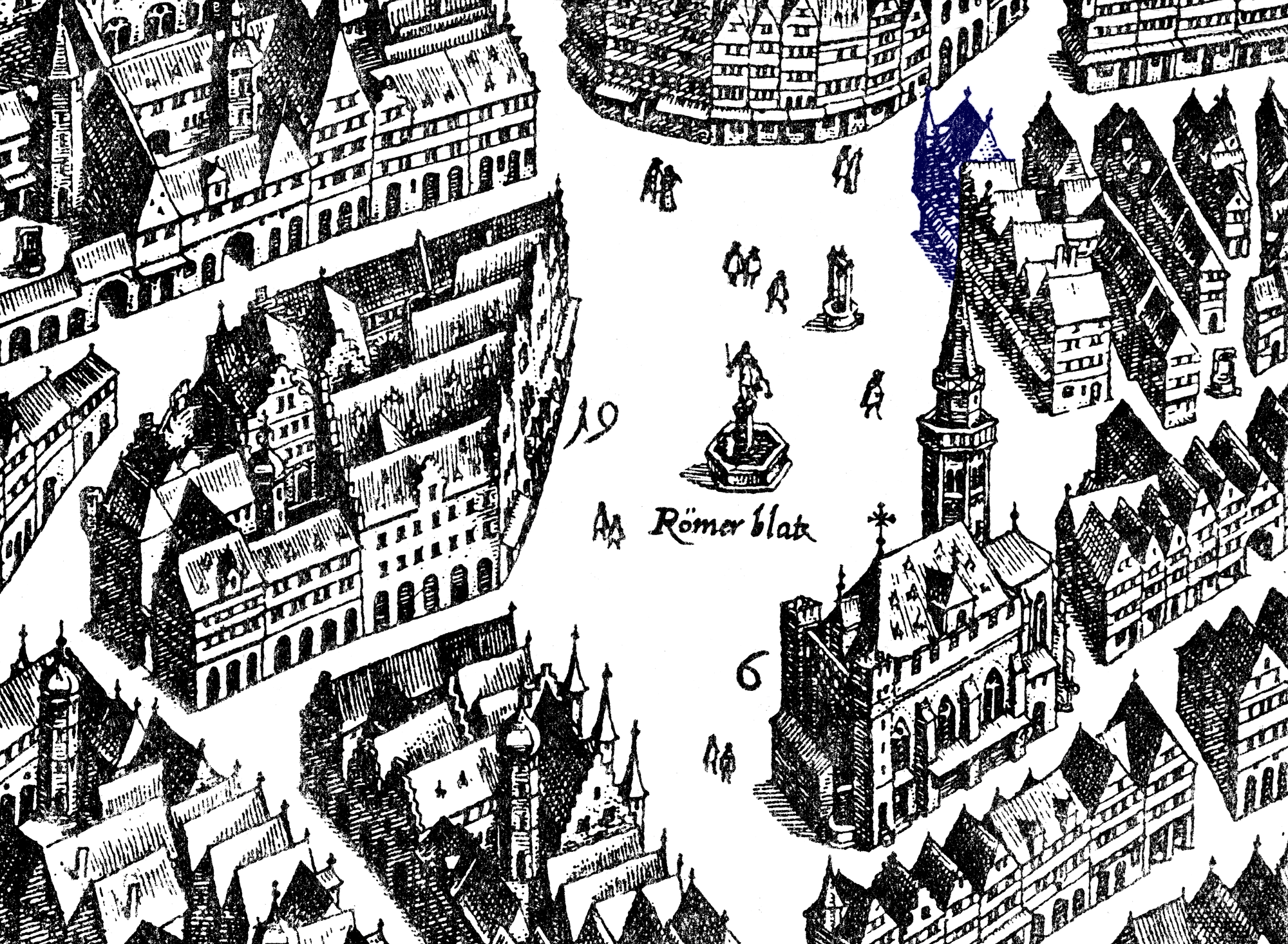
Nach dem Merianschen Vogelschauplan 1628
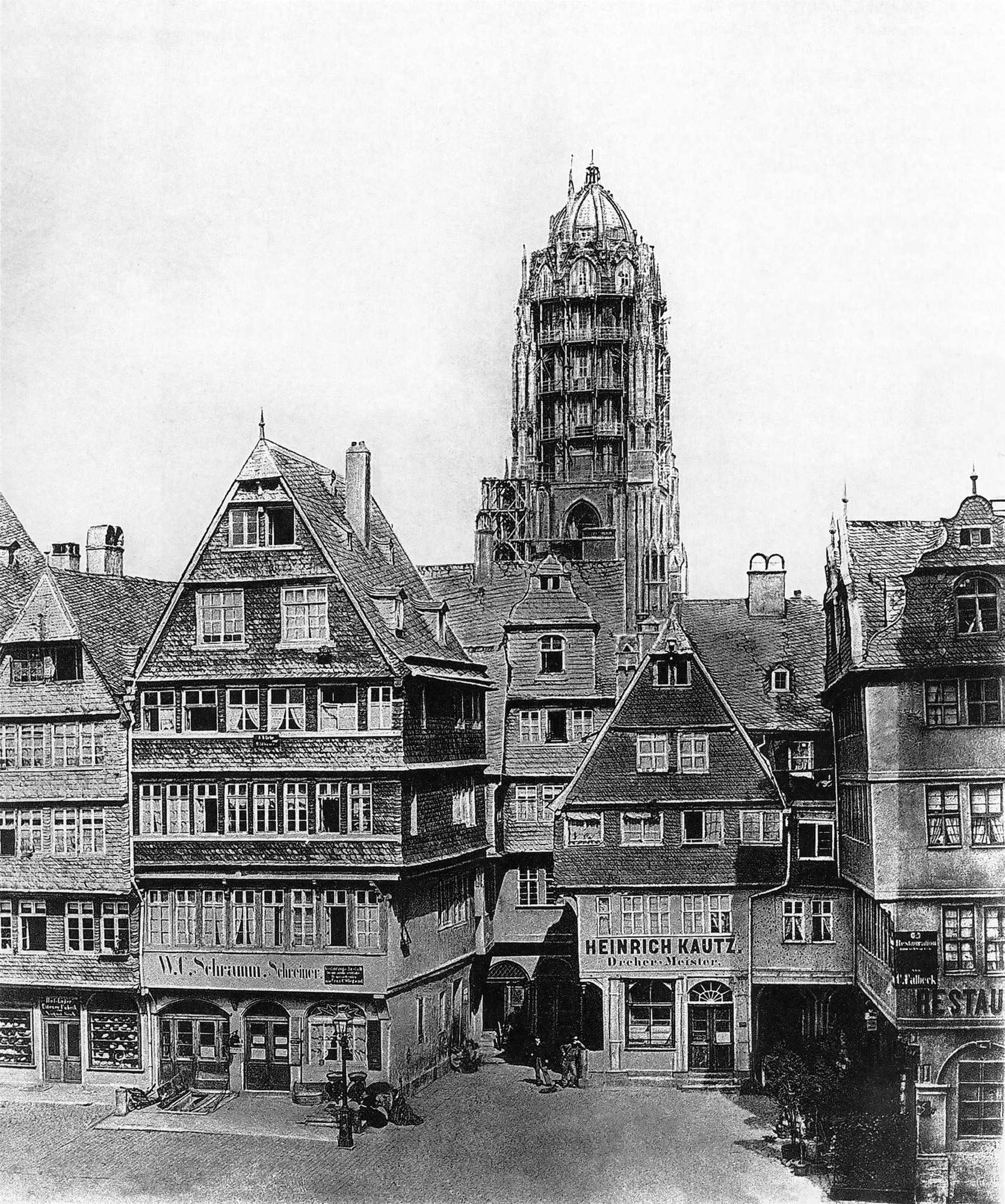
Südhälfte des Samstagsberges (Mylius, 1869)
Der Samstagsberg zwischen 1890 und 1900
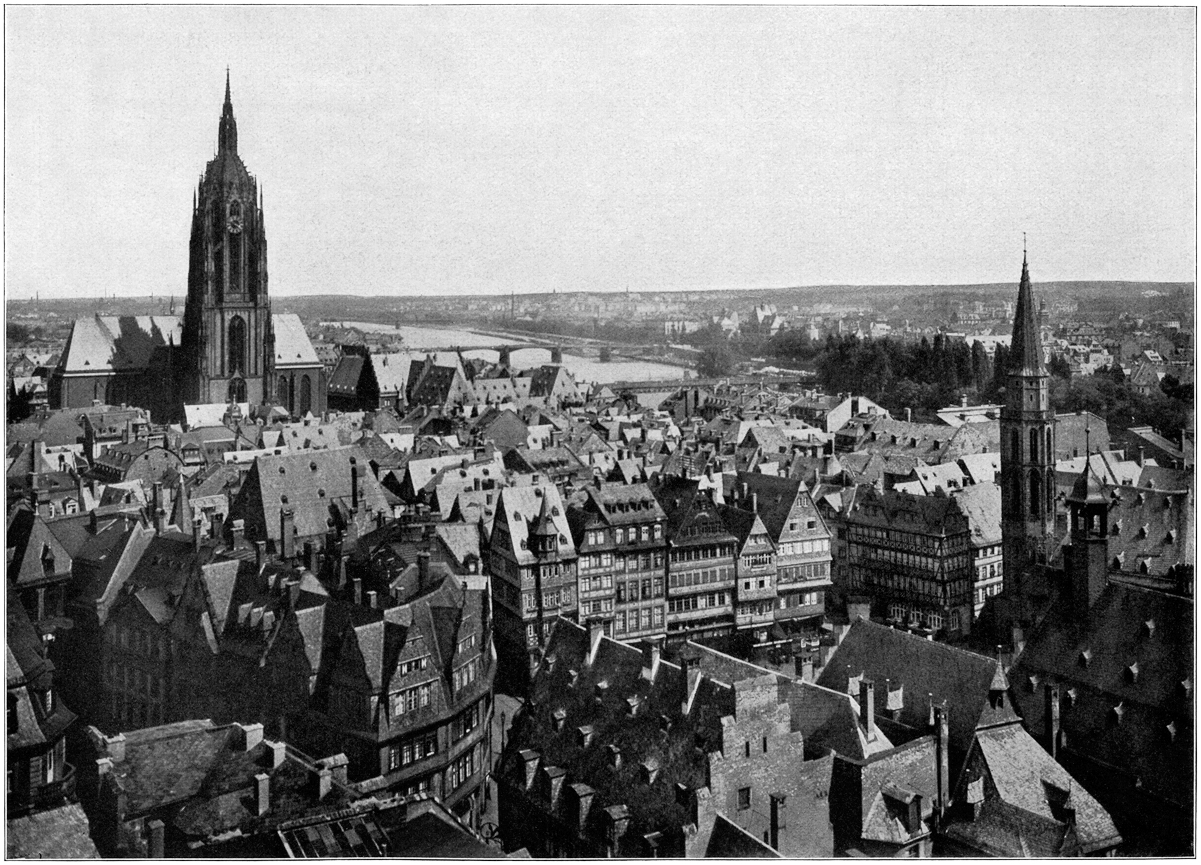
Vom Turm der Paulskirche (Abt, 1918)

### Bebauung des Samstagsberges

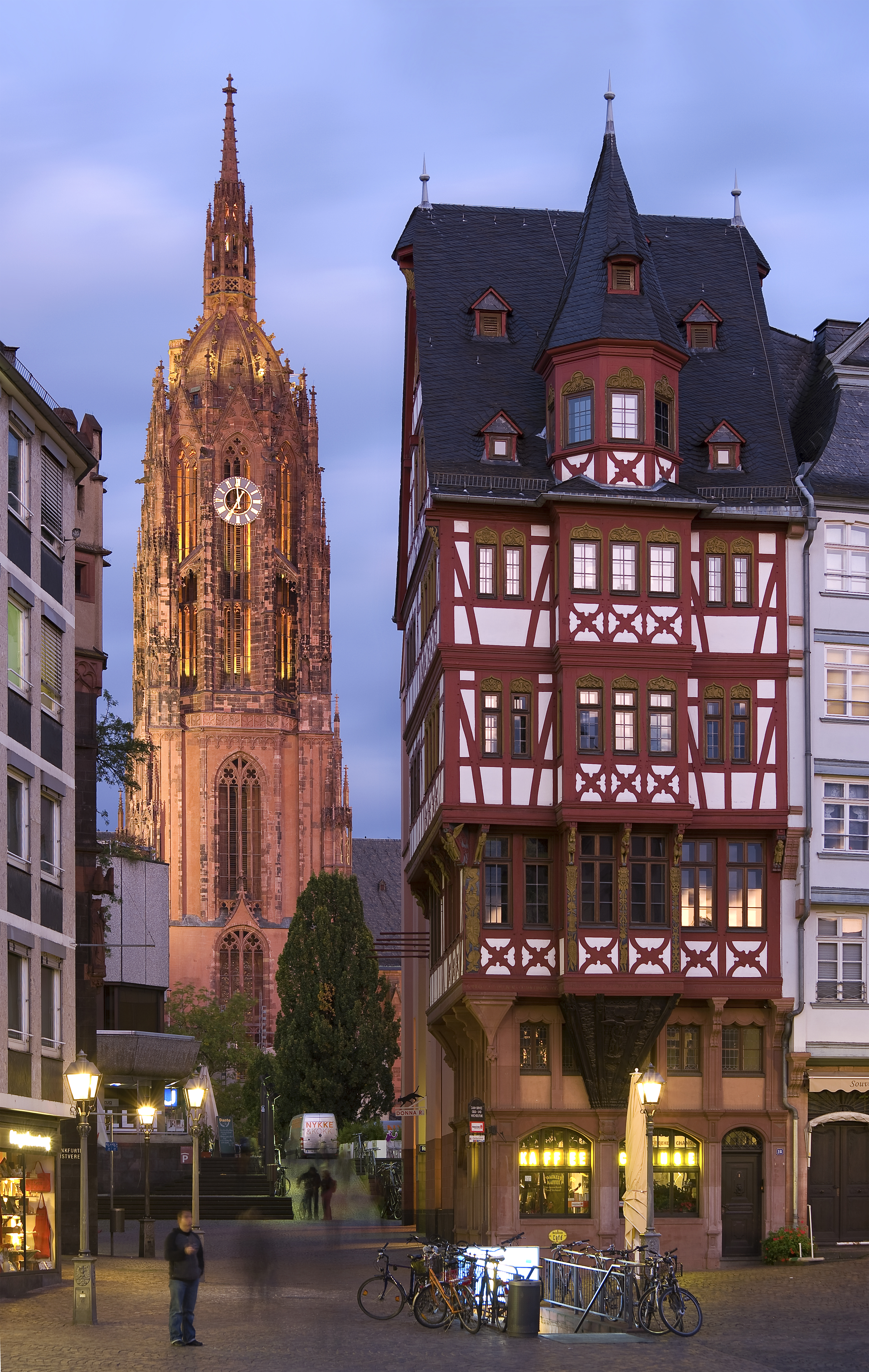
Zum Engel, im Hintergrund der Kaiserdom

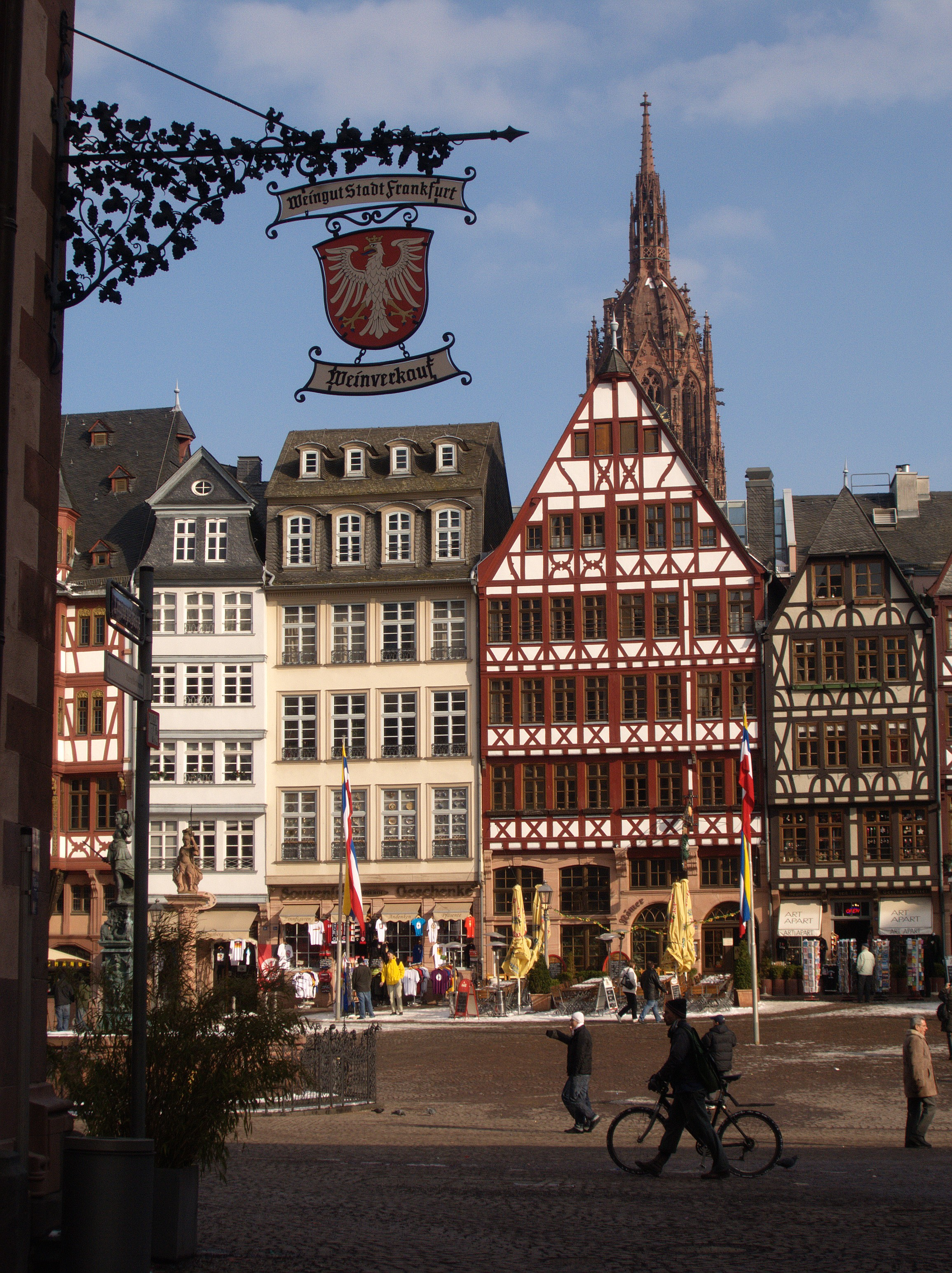
Von links nach rechts: Goldener Greif, Wilder Mann, Dachsberg, Laubenberg

Als herausragende Rekonstruktionen gelten die Gebäude Großer und Kleiner Engel und Schwarzer Stern. Aber auch die Häuser Goldener Greif, Wilder Mann, Kleiner Dachsberg/Schlüssel, Großer Laubenberg und Kleiner Laubenberg wurden mit viel Liebe zum Detail, aber wegen fehlender Informationen nur annähernd historisch wiederaufgebaut. Beim Wiederaufbau wurden teils 200 Jahre alte Balken verwendet, teils Balken aus frisch geschlagenem Holz, da die beauftragten Handwerksbetriebe damals noch wenig Erfahrung mit der Rekonstruktion von Fachwerkbauten hatten. Es kam deshalb schon nach wenigen Jahren zu Trocknungsrissen und Setzungsschäden, die 1989 eine aufwendige Restaurierung erforderten. Die Häuserzeile zeichnet sich durch vielfältige Baustile von der Gotik zum Barock und reich verzierte Bauelemente aus. Auffällig ist auch, dass die Häuser besonders viele Fenster aufweisen. Das wird darauf zurückgeführt, dass dort bei großen Ereignissen wie Krönungszeremonien die Fensterplätze für viel Geld an Zuschauer vermietet wurden.

#### Großer und Kleiner Engel
Das Haus Großer und Kleiner Engel mit der Adresse Römerberg Nr. 28 wurde 1562 erbaut. Vom 16. bis ins 19. Jahrhundert hieß es auch Die Wechsel oder Zum Wechsel, nach einer dort gelegenen Wechselstube. Es steht auf drei Seiten frei auf einer Grundfläche von 47 m². Bei einem Umbau 1905 wurden die ursprünglich als Doppelhaus konstruierten Häuser Großer Engel und Kleiner Engel zusammengelegt und das reich verzierte Fachwerk des ersten Obergeschosses freigelegt. Das bei der Rekonstruktion 1981 bis 1983 freigestellte Fachwerk der beiden oberen Vollgeschosse und der beiden Dachgeschosse ist eine Neuschöpfung, da die genaue Konstruktion der früher verschieferten Fassade nicht dokumentiert ist. Gegenwärtig befindet sich ein Café mit Souvenirladen im Erdgeschoss.

#### Goldener Greif
Das Haus mit der Nr. 26 wird Goldener Greif genannt. Es wurde 1562 erbaut und beherbergte ehemals eine Apotheke. Im 18. Jahrhundert wurde es umgebaut und ab 1981 möglichst historisch neu aufgebaut. Das Gebäude wurde verputzt und im Giebel ist es mit Schiefer verkleidet.

#### Wilder Mann
Der Name der Nummer 24 ist Wilder Mann. Das Gebäude wurde im 16. Jahrhundert als gotisches Haus mit Erdgeschosshalle erbaut. Um 1800 wurde es entweder bedeutend umgebaut oder gänzlich neu errichtet. Es ist verputzt und hat als einziges ein traufständiges Dach mit vier Mansarden, was ihm ein barockes klassizistisches Gepräge gibt. In den Obergeschossen befinden sich Sichtbalkendecken. Die Fenster sind regelmäßig angeordnet. Beim vorherigen Gebäude wurde vermutlich im 18. Jahrhundert das Fachwerk verputzt.

#### Kleiner Dachsberg und Schlüssel
Die Nummern 20 und 22 werden Kleiner Dachsberg und Schlüssel genannt. In der Brunnenrolle 1541 werden sie als Doppelhaus unter einem Dach erwähnt. Die ehemalige Teilung ist auch beim heutigen Bau nachempfunden. Man kann sie an der Fensteranordnung, besonders im Giebelfeld und im Erdgeschoss, erkennen. Sie ist auch durch Verdoppelung des mittigen Pfostens sichtbar gemacht worden. Das bis 1944 verschieferte Gebäude ist durchgehend mit Sichtfachwerk in historisch nicht belegter Konstruktion versehen, welches künstlich gealtert wurde. Es wurde nicht wie historische Vorbilder mit Lehm- oder Backsteinausfachungen ausgeführt, sondern mit Leisten, Dübel, Platten und Hohlräumen. Im Erdgeschoss befindet sich eine Erdgeschosshalle, in welcher eine Gaststätte eingerichtet ist.

#### Großer Laubenberg
Das Haus mit der Adresse Römerberg Nr. 18 wird Großer Laubenberg genannt. Es ist das ehemals älteste Haus am Samstagsberg und wurde vor 1500 errichtet. Das Erdgeschoss und die erste Etage wurden im 18. Jahrhundert umgebaut. Das Gebäude besitzt niedrige Geschosse und ein Krüppelwalmdach. Das Fachwerk enthält mit überkreuzten, gebogenen Eckstreben und Viertelkreis-Fussbänder, typische Merkmale dieser Zeitepoche, ist aber nicht historisch nachweisbar, da das Haus bis 1944 verschiefert war. Die Giebelspitze ist verschiefert.

#### Kleiner Laubenberg
Der Name der Nummer 16 ist Kleiner Laubenberg. Er wurde erstmals 1381 erwähnt und hieß im Laufe der Zeit auch Altes Backhaus, Blumenstein und Kleine Garküche. Das Fachwerk ist balkenbündig und flächig verputzt und fällt durch dünne Balkenquerschnitte auf. Kurios ist, dass der Kleine Laubenberg weitaus größer ist als der Große Laubenberg. Das liegt vermutlich daran, dass der Kleine Laubenberg ursprünglich nur die vordere Haushälfte zum Römerberg umfasste und zwischen 1544 und 1581 mit dem zum Rapunzelgäßchen gelegenen Hinterhaus zusammengeführt wurde.

#### Schwarzer Stern
Der Schwarze Stern wurde 1610 im Stil der Renaissance errichtet. Im 18./19. Jahrhundert wurde er verputzt und 1920 wieder freigelegt. 1944 blieb nur noch das steinerne Erdgeschoss übrig, es konnte aber auf Grund seiner guten Dokumentation originalgetreu rekonstruiert werden. In jedem Geschoss sind 12 Fenster lückenlos aneinandergereiht. Von Geschoss zu Geschoss unterscheidet sich der Fachwerkschmuck. Ursprünglich waren die Fachwerkbalken vermutlich mit gemalten Bossen und Diamantbuckeln versehen, um Licht- und Schattenseite hervorzuheben und damit einen höheren Kontrast zu erzeugen. Heute befindet sich im Gebäude ein Restaurant.

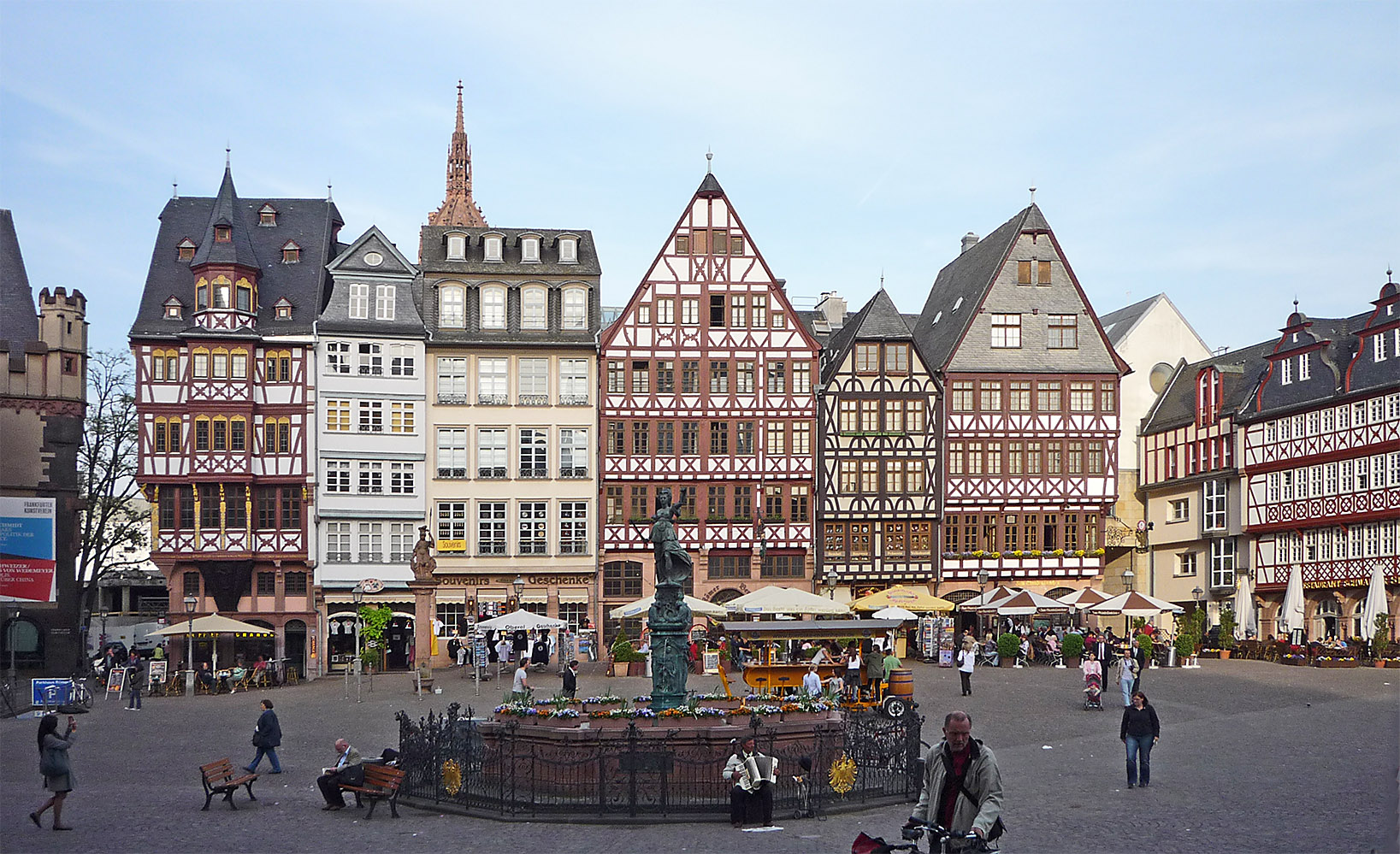
Die Häuserzeile 2011
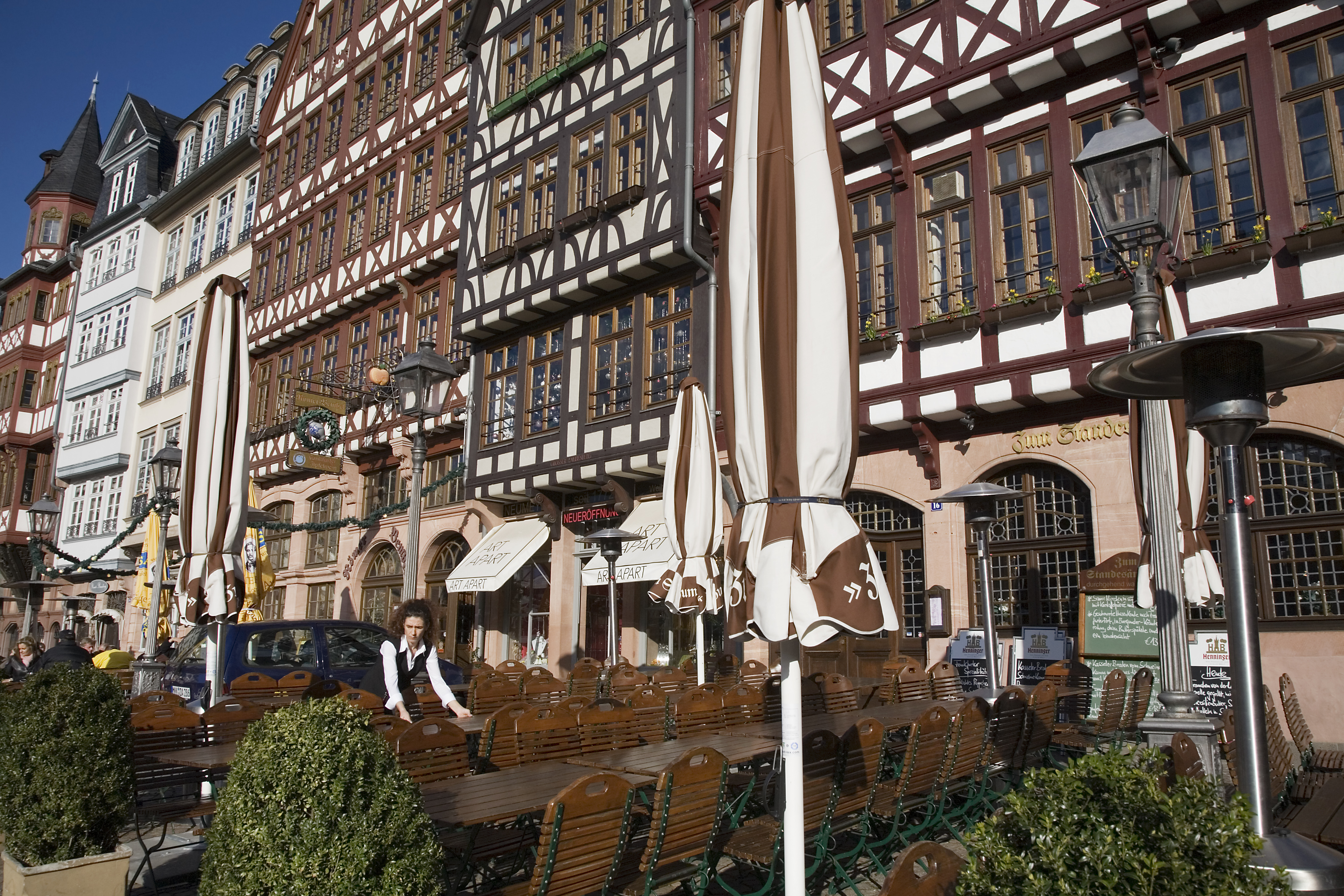
Tische vor dem Kleinen Laubenberg
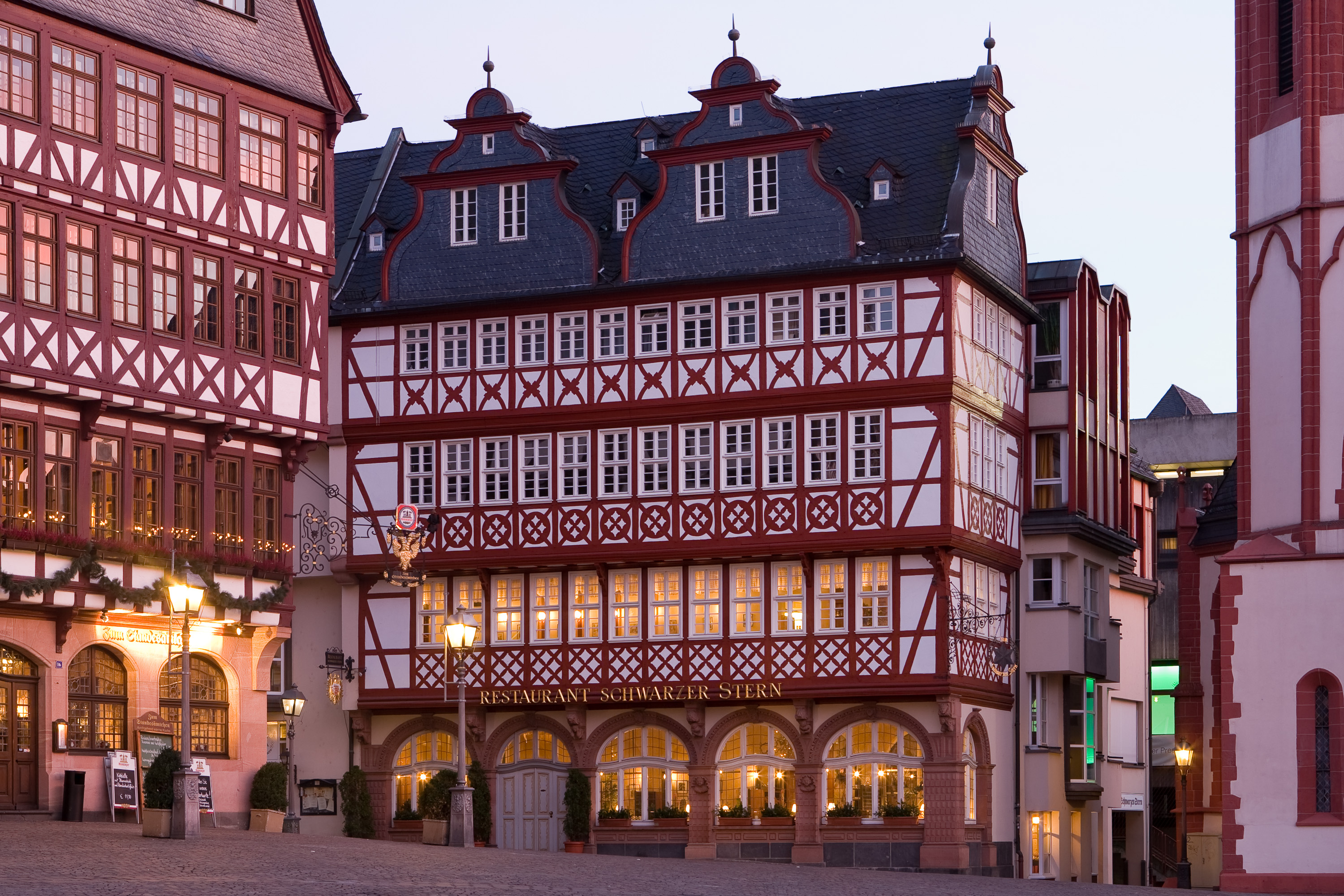
Schwarzer Stern
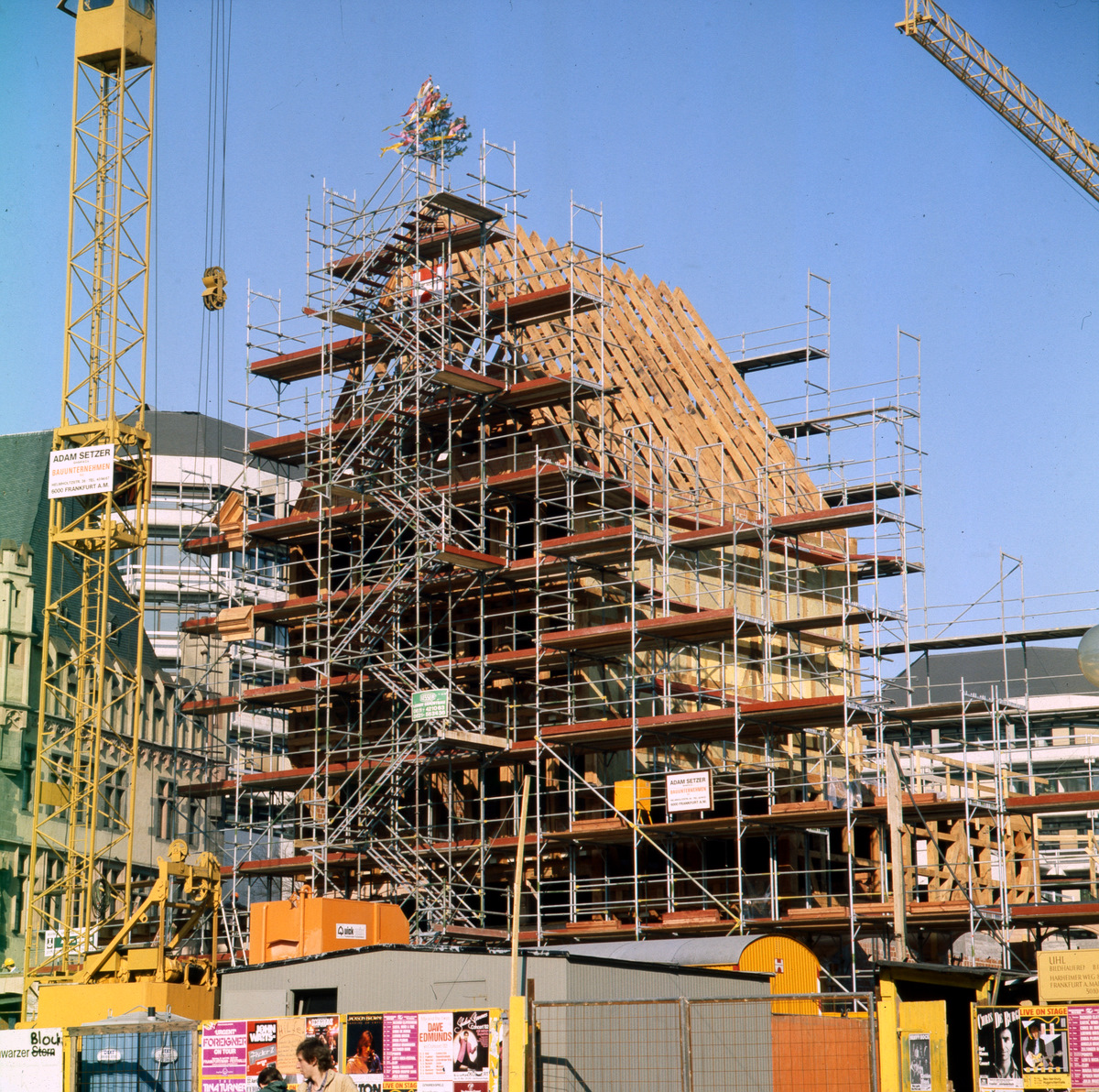
Rekonstruktion des Fachwerkhauses Kleiner Dachsberg/Schlüssel 1983